# Llista d'asteroides (320001-321000)
Llista d'asteroides del 320.001 al 321.000, amb data de descoberta i descobridor. És un fragment de la llista d'asteroides completa. Als asteroides se'ls dona un número quan es confirma la seva òrbita, per tant apareixen llistats aproximadament segons la data de descobriment.

## 320001-320100
| Nom    | Designació provisional | Data de descobriment | Lloc de descobriment | Descobridor/s     |
| ------ | ---------------------- | -------------------- | -------------------- | ----------------- |
| 320001 | 2007 DW27              | 17 de febrer de 2007 | Kitt Peak            | Spacewatch        |
| 320002 | 2007 DJ29              | 17 de febrer de 2007 | Kitt Peak            | Spacewatch        |
| 320003 | 2007 DP30              | 17 de febrer de 2007 | Kitt Peak            | Spacewatch        |
| 320004 | 2007 DY33              | 17 de febrer de 2007 | Kitt Peak            | Spacewatch        |
| 320005 | 2007 DJ35              | 17 de febrer de 2007 | Kitt Peak            | Spacewatch        |
| 320006 | 2007 DS35              | 17 de febrer de 2007 | Kitt Peak            | Spacewatch        |
| 320007 | 2007 DD38              | 17 de febrer de 2007 | Kitt Peak            | Spacewatch        |
| 320008 | 2007 DQ38              | 17 de febrer de 2007 | Kitt Peak            | Spacewatch        |
| 320009 | 2007 DU38              | 17 de febrer de 2007 | Kitt Peak            | Spacewatch        |
| 320010 | 2007 DL39              | 17 de febrer de 2007 | Kitt Peak            | Spacewatch        |
| 320011 | 2007 DC47              | 21 de febrer de 2007 | Socorro              | LINEAR            |
| 320012 | 2007 DE49              | 22 de febrer de 2007 | Altschwendt          | W. Ries           |
| 320013 | 2007 DA53              | 19 de febrer de 2007 | Mount Lemmon         | Mt. Lemmon Survey |
| 320014 | 2007 DP54              | 21 de febrer de 2007 | Kitt Peak            | Spacewatch        |
| 320015 | 2007 DG56              | 28 d'agost de 2005   | Kitt Peak            | Spacewatch        |
| 320016 | 2007 DW58              | 21 de febrer de 2007 | Kitt Peak            | Spacewatch        |
| 320017 | 2007 DG61              | 21 de febrer de 2007 | Catalina             | CSS               |
| 320018 | 2007 DZ64              | 21 de febrer de 2007 | Kitt Peak            | Spacewatch        |
| 320019 | 2007 DE69              | 1 d'octubre de 2005  | Kitt Peak            | Spacewatch        |
| 320020 | 2007 DO71              | 21 de febrer de 2007 | Kitt Peak            | Spacewatch        |
| 320021 | 2007 DQ74              | 21 de febrer de 2007 | Kitt Peak            | Spacewatch        |
| 320022 | 2007 DZ74              | 21 de febrer de 2007 | Kitt Peak            | Spacewatch        |
| 320023 | 2007 DT75              | 21 de febrer de 2007 | Kitt Peak            | Spacewatch        |
| 320024 | 2007 DY75              | 21 de febrer de 2007 | Mount Lemmon         | Mt. Lemmon Survey |
| 320025 | 2007 DT76              | 22 de febrer de 2007 | Anderson Mesa        | LONEOS            |
| 320026 | 2007 DA86              | 21 de febrer de 2007 | Mount Lemmon         | Mt. Lemmon Survey |
| 320027 | 2007 DB91              | 23 de febrer de 2007 | Mount Lemmon         | Mt. Lemmon Survey |
| 320028 | 2007 DJ92              | 23 de febrer de 2007 | Kitt Peak            | Spacewatch        |
| 320029 | 2007 DO94              | 23 de febrer de 2007 | Kitt Peak            | Spacewatch        |
| 320030 | 2007 DC96              | 23 de febrer de 2007 | Kitt Peak            | Spacewatch        |
| 320031 | 2007 DC97              | 23 de febrer de 2007 | Kitt Peak            | Spacewatch        |
| 320032 | 2007 DK97              | 23 de febrer de 2007 | Kitt Peak            | Spacewatch        |
| 320033 | 2007 DS97              | 23 de febrer de 2007 | Kitt Peak            | Spacewatch        |
| 320034 | 2007 DE98              | 25 de febrer de 2007 | Mount Lemmon         | Mt. Lemmon Survey |
| 320035 | 2007 DS105             | 17 de febrer de 2007 | Mount Lemmon         | Mt. Lemmon Survey |
| 320036 | 2007 DZ105             | 23 de febrer de 2007 | Mount Lemmon         | Mt. Lemmon Survey |
| 320037 | 2007 DQ107             | 22 de febrer de 2007 | Mount Graham         | Mount Graham      |
| 320038 | 2007 DV108             | 22 de febrer de 2007 | Mount Graham         | Mount Graham      |
| 320039 | 2007 DA109             | 26 de febrer de 2007 | Mount Lemmon         | Mt. Lemmon Survey |
| 320040 | 2007 DB112             | 26 de febrer de 2007 | Mount Lemmon         | Mt. Lemmon Survey |
| 320041 | 2007 DP112             | 26 de febrer de 2007 | Mount Lemmon         | Mt. Lemmon Survey |
| 320042 | 2007 DR114             | 26 de febrer de 2007 | Mount Lemmon         | Mt. Lemmon Survey |
| 320043 | 2007 DS114             | 26 de febrer de 2007 | Mount Lemmon         | Mt. Lemmon Survey |
| 320044 | 2007 DL116             | 26 de febrer de 2007 | Mount Lemmon         | Mt. Lemmon Survey |
| 320045 | 2007 DQ116             | 16 de febrer de 2007 | Catalina             | CSS               |
| 320046 | 2007 DB117             | 16 de febrer de 2007 | Catalina             | CSS               |
| 320047 | 2007 DH117             | 17 de febrer de 2007 | Kitt Peak            | Spacewatch        |
| 320048 | 2007 ED1               | 6 de març de 2007    | Palomar              | NEAT              |
| 320049 | 2007 EY1               | 9 de març de 2007    | Kitt Peak            | Spacewatch        |
| 320050 | 2007 EQ2               | 9 de març de 2007    | Mount Lemmon         | Mt. Lemmon Survey |
| 320051 | 2007 EZ2               | 9 de març de 2007    | Catalina             | CSS               |
| 320052 | 2007 EA7               | 9 de març de 2007    | Mount Lemmon         | Mt. Lemmon Survey |
| 320053 | 2007 EG9               | 9 de març de 2007    | Mount Lemmon         | Mt. Lemmon Survey |
| 320054 | 2007 EO15              | 9 de març de 2007    | Kitt Peak            | Spacewatch        |
| 320055 | 2007 EK18              | 9 de març de 2007    | Palomar              | NEAT              |
| 320056 | 2007 ED21              | 10 de març de 2007   | Kitt Peak            | Spacewatch        |
| 320057 | 2007 EH21              | 10 de març de 2007   | Kitt Peak            | Spacewatch        |
| 320058 | 2007 EQ22              | 25 de febrer de 2007 | Kitt Peak            | Spacewatch        |
| 320059 | 2007 EV25              | 10 de març de 2007   | Palomar              | NEAT              |
| 320060 | 2007 ET26              | 11 de març de 2007   | Marly                | P. Kocher         |
| 320061 | 2007 EM29              | 9 de març de 2007    | Kitt Peak            | Spacewatch        |
| 320062 | 2007 EP29              | 9 de març de 2007    | Palomar              | NEAT              |
| 320063 | 2007 EN32              | 10 de març de 2007   | Mount Lemmon         | Mt. Lemmon Survey |
| 320064 | 2007 EW34              | 10 de març de 2007   | Palomar              | NEAT              |
| 320065 | 2007 EW38              | 11 de març de 2007   | Vicques              | M. Ory            |
| 320066 | 2007 EA40              | 11 de març de 2007   | Kitt Peak            | Spacewatch        |
| 320067 | 2007 EL40              | 11 de març de 2007   | Kitt Peak            | Spacewatch        |
| 320068 | 2007 EH42              | 9 de març de 2007    | Kitt Peak            | Spacewatch        |
| 320069 | 2007 EL43              | 9 de març de 2007    | Kitt Peak            | Spacewatch        |
| 320070 | 2007 EZ43              | 9 de març de 2007    | Kitt Peak            | Spacewatch        |
| 320071 | 2007 EF45              | 9 de març de 2007    | Kitt Peak            | Spacewatch        |
| 320072 | 2007 EY48              | 9 de març de 2007    | Kitt Peak            | Spacewatch        |
| 320073 | 2007 EF51              | 10 de març de 2007   | Kitt Peak            | Spacewatch        |
| 320074 | 2007 EL51              | 10 de març de 2007   | Mount Lemmon         | Mt. Lemmon Survey |
| 320075 | 2007 EN51              | 10 de març de 2007   | Mount Lemmon         | Mt. Lemmon Survey |
| 320076 | 2007 EF54              | 11 de març de 2007   | Mount Lemmon         | Mt. Lemmon Survey |
| 320077 | 2007 EY62              | 17 de febrer de 2007 | Kitt Peak            | Spacewatch        |
| 320078 | 2007 EH63              | 10 de març de 2007   | Kitt Peak            | Spacewatch        |
| 320079 | 2007 ER63              | 10 de març de 2007   | Kitt Peak            | Spacewatch        |
| 320080 | 2007 EL66              | 10 de març de 2007   | Kitt Peak            | Spacewatch        |
| 320081 | 2007 EY67              | 10 de març de 2007   | Kitt Peak            | Spacewatch        |
| 320082 | 2007 EZ73              | 10 de març de 2007   | Mount Lemmon         | Mt. Lemmon Survey |
| 320083 | 2007 ER74              | 10 de març de 2007   | Kitt Peak            | Spacewatch        |
| 320084 | 2007 EY74              | 10 de març de 2007   | Kitt Peak            | Spacewatch        |
| 320085 | 2007 EO78              | 10 de març de 2007   | Mount Lemmon         | Mt. Lemmon Survey |
| 320086 | 2007 EC80              | 10 de març de 2007   | Palomar              | NEAT              |
| 320087 | 2007 EP85              | 12 de març de 2007   | Kitt Peak            | Spacewatch        |
| 320088 | 2007 EX87              | 14 de març de 2007   | Wrightwood           | J. W. Young       |
| 320089 | 2007 EU89              | 9 de març de 2007    | Mount Lemmon         | Mt. Lemmon Survey |
| 320090 | 2007 EZ91              | 10 de març de 2007   | Kitt Peak            | Spacewatch        |
| 320091 | 2007 EF96              | 10 de març de 2007   | Mount Lemmon         | Mt. Lemmon Survey |
| 320092 | 2007 EV97              | 11 de març de 2007   | Kitt Peak            | Spacewatch        |
| 320093 | 2007 ES98              | 11 de març de 2007   | Kitt Peak            | Spacewatch        |
| 320094 | 2007 EC99              | 11 de març de 2007   | Kitt Peak            | Spacewatch        |
| 320095 | 2007 EF99              | 11 de març de 2007   | Kitt Peak            | Spacewatch        |
| 320096 | 2007 EA100             | 11 de març de 2007   | Kitt Peak            | Spacewatch        |
| 320097 | 2007 ET100             | 11 de març de 2007   | Mount Lemmon         | Mt. Lemmon Survey |
| 320098 | 2007 EZ101             | 11 de març de 2007   | Kitt Peak            | Spacewatch        |
| 320099 | 2007 EE106             | 11 de març de 2007   | Kitt Peak            | Spacewatch        |
| 320100 | 2007 ET114             | 13 de març de 2007   | Mount Lemmon         | Mt. Lemmon Survey |

## 320101-320200
| Nom    | Designació provisional | Data de descobriment   | Lloc de descobriment | Descobridor/s        |
| ------ | ---------------------- | ---------------------- | -------------------- | -------------------- |
| 320101 | 2007 EB117             | 13 de març de 2007     | Mount Lemmon         | Mt. Lemmon Survey    |
| 320102 | 2007 EK117             | 13 de març de 2007     | Mount Lemmon         | Mt. Lemmon Survey    |
| 320103 | 2007 EU124             | 14 de març de 2007     | Anderson Mesa        | LONEOS               |
| 320104 | 2007 EY128             | 9 de març de 2007      | Mount Lemmon         | Mt. Lemmon Survey    |
| 320105 | 2007 EY130             | 9 de març de 2007      | Mount Lemmon         | Mt. Lemmon Survey    |
| 320106 | 2007 EV131             | 9 de març de 2007      | Mount Lemmon         | Mt. Lemmon Survey    |
| 320107 | 2007 ET132             | 9 de març de 2007      | Mount Lemmon         | Mt. Lemmon Survey    |
| 320108 | 2007 EB134             | 9 de març de 2007      | Mount Lemmon         | Mt. Lemmon Survey    |
| 320109 | 2007 ED136             | 10 de març de 2007     | Mount Lemmon         | Mt. Lemmon Survey    |
| 320110 | 2007 EE152             | 26 de febrer de 2007   | Mount Lemmon         | Mt. Lemmon Survey    |
| 320111 | 2007 EL153             | 12 de març de 2007     | Mount Lemmon         | Mt. Lemmon Survey    |
| 320112 | 2007 ER154             | 12 de març de 2007     | Kitt Peak            | Spacewatch           |
| 320113 | 2007 EP160             | 14 de març de 2007     | Kitt Peak            | Spacewatch           |
| 320114 | 2007 EY166             | 11 de març de 2007     | Mount Lemmon         | Mt. Lemmon Survey    |
| 320115 | 2007 EO169             | 13 de març de 2007     | Kitt Peak            | Spacewatch           |
| 320116 | 2007 EC170             | 14 de març de 2007     | Mount Lemmon         | Mt. Lemmon Survey    |
| 320117 | 2007 EW171             | 13 de març de 2007     | Kitt Peak            | Spacewatch           |
| 320118 | 2007 EA172             | 14 de març de 2007     | Kitt Peak            | Spacewatch           |
| 320119 | 2007 EQ173             | 14 de març de 2007     | Kitt Peak            | Spacewatch           |
| 320120 | 2007 EZ173             | 14 de març de 2007     | Kitt Peak            | Spacewatch           |
| 320121 | 2007 EF176             | 14 de març de 2007     | Kitt Peak            | Spacewatch           |
| 320122 | 2007 ET180             | 14 de març de 2007     | Mount Lemmon         | Mt. Lemmon Survey    |
| 320123 | 2007 EZ180             | 14 de març de 2007     | Kitt Peak            | Spacewatch           |
| 320124 | 2007 EZ182             | 15 de març de 2007     | Mount Lemmon         | Mt. Lemmon Survey    |
| 320125 | 2007 EQ185             | 14 de març de 2007     | Mount Lemmon         | Mt. Lemmon Survey    |
| 320126 | 2007 EO187             | 15 de març de 2007     | Mount Lemmon         | Mt. Lemmon Survey    |
| 320127 | 2007 EW190             | 13 de març de 2007     | Kitt Peak            | Spacewatch           |
| 320128 | 2007 EY195             | 15 de març de 2007     | Mount Lemmon         | Mt. Lemmon Survey    |
| 320129 | 2007 ED196             | 15 de març de 2007     | Kitt Peak            | Spacewatch           |
| 320130 | 2007 EF196             | 15 de març de 2007     | Kitt Peak            | Spacewatch           |
| 320131 | 2007 EL196             | 15 de març de 2007     | Kitt Peak            | Spacewatch           |
| 320132 | 2007 EU196             | 15 de març de 2007     | Kitt Peak            | Spacewatch           |
| 320133 | 2007 EP201             | 6 de març de 2007      | Palomar              | NEAT                 |
| 320134 | 2007 ET201             | 20 d'octubre de 1995   | Kitt Peak            | Spacewatch           |
| 320135 | 2007 ED205             | 11 de març de 2007     | Kitt Peak            | Spacewatch           |
| 320136 | 2007 EE206             | 12 de març de 2007     | Kitt Peak            | Spacewatch           |
| 320137 | 2007 EN213             | 13 de març de 2007     | Kitt Peak            | Spacewatch           |
| 320138 | 2007 EN214             | 10 de març de 2007     | Mount Lemmon         | Mt. Lemmon Survey    |
| 320139 | 2007 ER214             | 13 de març de 2007     | Mount Lemmon         | Mt. Lemmon Survey    |
| 320140 | 2007 EX214             | 10 de març de 2007     | Mount Lemmon         | Mt. Lemmon Survey    |
| 320141 | 2007 EY214             | 12 de març de 2007     | Catalina             | CSS                  |
| 320142 | 2007 EL215             | 11 de març de 2007     | Anderson Mesa        | LONEOS               |
| 320143 | 2007 EH218             | 9 de març de 2007      | Mount Lemmon         | Mt. Lemmon Survey    |
| 320144 | 2007 EY219             | 11 de març de 2007     | Mount Lemmon         | Mt. Lemmon Survey    |
| 320145 | 2007 EC223             | 11 de març de 2007     | Catalina             | CSS                  |
| 320146 | 2007 EJ224             | 21 de gener de 2002    | Kitt Peak            | Spacewatch           |
| 320147 | 2007 FK2               | 16 de març de 2007     | Catalina             | CSS                  |
| 320148 | 2007 FD5               | 26 de febrer de 2007   | Mount Lemmon         | Mt. Lemmon Survey    |
| 320149 | 2007 FO8               | 16 de març de 2007     | Kitt Peak            | Spacewatch           |
| 320150 | 2007 FF12              | 17 de març de 2007     | Socorro              | LINEAR               |
| 320151 | 2007 FC19              | 20 de març de 2007     | Mount Lemmon         | Mt. Lemmon Survey    |
| 320152 | 2007 FH19              | 20 de març de 2007     | Mount Lemmon         | Mt. Lemmon Survey    |
| 320153 | 2007 FU20              | 23 de març de 2007     | Moletai              | Moletai              |
| 320154 | 2007 FA22              | 20 de març de 2007     | Kitt Peak            | Spacewatch           |
| 320155 | 2007 FP23              | 20 de març de 2007     | Kitt Peak            | Spacewatch           |
| 320156 | 2007 FP28              | 20 de març de 2007     | Mount Lemmon         | Mt. Lemmon Survey    |
| 320157 | 2007 FC30              | 20 de març de 2007     | Kitt Peak            | Spacewatch           |
| 320158 | 2007 FK30              | 25 de febrer de 2007   | Mount Lemmon         | Mt. Lemmon Survey    |
| 320159 | 2007 FJ33              | 25 de març de 2007     | Mount Lemmon         | Mt. Lemmon Survey    |
| 320160 | 2007 FG41              | 20 de març de 2007     | Kitt Peak            | Spacewatch           |
| 320161 | 2007 FU48              | 30 de novembre de 2005 | Kitt Peak            | Spacewatch           |
| 320162 | 2007 GP                | 7 d'abril de 2007      | Mount Lemmon         | Mt. Lemmon Survey    |
| 320163 | 2007 GS                | 7 d'abril de 2007      | Mount Lemmon         | Mt. Lemmon Survey    |
| 320164 | 2007 GP1               | 8 d'abril de 2007      | Bergisch Gladbac     | W. Bickel            |
| 320165 | 2007 GO2               | 23 de febrer de 2007   | Mount Lemmon         | Mt. Lemmon Survey    |
| 320166 | 2007 GY2               | 7 d'abril de 2007      | Mount Lemmon         | Mt. Lemmon Survey    |
| 320167 | 2007 GZ3               | 11 d'abril de 2007     | Altschwendt          | W. Ries              |
| 320168 | 2007 GD5               | 12 d'abril de 2007     | Bergisch Gladbac     | W. Bickel            |
| 320169 | 2007 GZ7               | 7 d'abril de 2007      | Mount Lemmon         | Mt. Lemmon Survey    |
| 320170 | 2007 GX8               | 7 d'abril de 2007      | Mount Lemmon         | Mt. Lemmon Survey    |
| 320171 | 2007 GY10              | 11 d'abril de 2007     | Kitt Peak            | Spacewatch           |
| 320172 | 2007 GD16              | 11 d'abril de 2007     | Kitt Peak            | Spacewatch           |
| 320173 | 2007 GO16              | 11 d'abril de 2007     | Kitt Peak            | Spacewatch           |
| 320174 | 2007 GV22              | 11 d'abril de 2007     | Mount Lemmon         | Mt. Lemmon Survey    |
| 320175 | 2007 GA23              | 11 d'abril de 2007     | Mount Lemmon         | Mt. Lemmon Survey    |
| 320176 | 2007 GE24              | 11 d'abril de 2007     | Kitt Peak            | Spacewatch           |
| 320177 | 2007 GY26              | 14 d'abril de 2007     | Kitt Peak            | Spacewatch           |
| 320178 | 2007 GW27              | 11 d'abril de 2007     | Catalina             | CSS                  |
| 320179 | 2007 GJ28              | 15 d'abril de 2007     | Catalina             | CSS                  |
| 320180 | 2007 GZ28              | 15 d'abril de 2007     | Bergisch Gladbac     | W. Bickel            |
| 320181 | 2007 GM31              | 15 d'abril de 2007     | Mount Lemmon         | Mt. Lemmon Survey    |
| 320182 | 2007 GR31              | 15 d'abril de 2007     | Mount Lemmon         | Mt. Lemmon Survey    |
| 320183 | 2007 GP32              | 11 de març de 2007     | Kitt Peak            | Spacewatch           |
| 320184 | 2007 GY36              | 14 d'abril de 2007     | Kitt Peak            | Spacewatch           |
| 320185 | 2007 GZ39              | 14 d'abril de 2007     | Kitt Peak            | Spacewatch           |
| 320186 | 2007 GO45              | 14 d'abril de 2007     | Kitt Peak            | Spacewatch           |
| 320187 | 2007 GQ47              | 14 d'abril de 2007     | Mount Lemmon         | Mt. Lemmon Survey    |
| 320188 | 2007 GT48              | 14 d'abril de 2007     | Kitt Peak            | Spacewatch           |
| 320189 | 2007 GC51              | 15 d'abril de 2007     | Kitt Peak            | Spacewatch           |
| 320190 | 2007 GK51              | 10 d'abril de 2007     | Charleston           | Charleston           |
| 320191 | 2007 GX58              | 15 d'abril de 2007     | Mount Lemmon         | Mt. Lemmon Survey    |
| 320192 | 2007 GR60              | 15 d'abril de 2007     | Kitt Peak            | Spacewatch           |
| 320193 | 2007 GT64              | 15 d'abril de 2007     | Kitt Peak            | Spacewatch           |
| 320194 | 2007 GF65              | 15 d'abril de 2007     | Kitt Peak            | Spacewatch           |
| 320195 | 2007 GG67              | 15 d'abril de 2007     | Kitt Peak            | Spacewatch           |
| 320196 | 2007 GY68              | 15 d'abril de 2007     | Mount Lemmon         | Mt. Lemmon Survey    |
| 320197 | 2007 GC69              | 15 d'abril de 2007     | Kitt Peak            | Spacewatch           |
| 320198 | 2007 GX76              | 13 d'abril de 2007     | Siding Spring        | Siding Spring Survey |
| 320199 | 2007 HH1               | 16 d'abril de 2007     | Catalina             | CSS                  |
| 320200 | 2007 HO1               | 16 d'abril de 2007     | Socorro              | LINEAR               |

## 320201-320300
| Nom    | Designació provisional | Data de descobriment   | Lloc de descobriment | Descobridor/s          |
| ------ | ---------------------- | ---------------------- | -------------------- | ---------------------- |
| 320201 | 2007 HM7               | 16 d'abril de 2007     | Mount Lemmon         | Mt. Lemmon Survey      |
| 320202 | 2007 HU7               | 17 d'abril de 2007     | Anderson Mesa        | LONEOS                 |
| 320203 | 2007 HB8               | 18 d'abril de 2007     | Mount Lemmon         | Mt. Lemmon Survey      |
| 320204 | 2007 HW11              | 18 d'abril de 2007     | Mount Lemmon         | Mt. Lemmon Survey      |
| 320205 | 2007 HX12              | 16 d'abril de 2007     | Anderson Mesa        | LONEOS                 |
| 320206 | 2007 HJ13              | 18 d'abril de 2007     | Kitt Peak            | Spacewatch             |
| 320207 | 2007 HU18              | 16 d'abril de 2007     | Catalina             | CSS                    |
| 320208 | 2007 HK25              | 18 d'abril de 2007     | Mount Lemmon         | Mt. Lemmon Survey      |
| 320209 | 2007 HA27              | 18 d'abril de 2007     | Kitt Peak            | Spacewatch             |
| 320210 | 2007 HL28              | 18 d'abril de 2007     | Purple Mountain      | PMO NEO Survey Program |
| 320211 | 2007 HY31              | 19 d'abril de 2007     | Mount Lemmon         | Mt. Lemmon Survey      |
| 320212 | 2007 HH32              | 19 d'abril de 2007     | Mount Lemmon         | Mt. Lemmon Survey      |
| 320213 | 2007 HP35              | 19 d'abril de 2007     | Kitt Peak            | Spacewatch             |
| 320214 | 2007 HH38              | 20 d'abril de 2007     | Kitt Peak            | Spacewatch             |
| 320215 | 2007 HK38              | 20 d'abril de 2007     | Kitt Peak            | Spacewatch             |
| 320216 | 2007 HK44              | 23 d'abril de 2007     | Tiki                 | S. F. Hoenig, N. Teamo |
| 320217 | 2007 HF45              | 18 d'abril de 2007     | Catalina             | CSS                    |
| 320218 | 2007 HG45              | 18 d'abril de 2007     | Kitt Peak            | Spacewatch             |
| 320219 | 2007 HW56              | 22 d'abril de 2007     | Kitt Peak            | Spacewatch             |
| 320220 | 2007 HE60              | 18 d'abril de 2007     | Mount Lemmon         | Mt. Lemmon Survey      |
| 320221 | 2007 HL71              | 22 d'abril de 2007     | Catalina             | CSS                    |
| 320222 | 2007 HY71              | 22 d'abril de 2007     | Kitt Peak            | Spacewatch             |
| 320223 | 2007 HG72              | 22 d'abril de 2007     | Kitt Peak            | Spacewatch             |
| 320224 | 2007 HS74              | 22 d'abril de 2007     | Kitt Peak            | Spacewatch             |
| 320225 | 2007 HJ80              | 25 d'abril de 2007     | Mount Lemmon         | Mt. Lemmon Survey      |
| 320226 | 2007 HP96              | 18 d'abril de 2007     | Mount Lemmon         | Mt. Lemmon Survey      |
| 320227 | 2007 HE98              | 22 d'abril de 2007     | Catalina             | CSS                    |
| 320228 | 2007 JC3               | 6 de maig de 2007      | Kitt Peak            | Spacewatch             |
| 320229 | 2007 JB8               | 9 de maig de 2007      | Mount Lemmon         | Mt. Lemmon Survey      |
| 320230 | 2007 JW8               | 9 de maig de 2007      | Mount Lemmon         | Mt. Lemmon Survey      |
| 320231 | 2007 JL14              | 19 d'abril de 2007     | Kitt Peak            | Spacewatch             |
| 320232 | 2007 JP15              | 10 de maig de 2007     | Mount Lemmon         | Mt. Lemmon Survey      |
| 320233 | 2007 JK17              | 7 de maig de 2007      | Kitt Peak            | Spacewatch             |
| 320234 | 2007 JS19              | 10 de maig de 2007     | Mount Lemmon         | Mt. Lemmon Survey      |
| 320235 | 2007 JF21              | 10 de maig de 2007     | Desert Moon          | B. L. Stevens          |
| 320236 | 2007 JP21              | 7 de maig de 2007      | Kitt Peak            | Spacewatch             |
| 320237 | 2007 JA27              | 9 de maig de 2007      | Kitt Peak            | Spacewatch             |
| 320238 | 2007 JD28              | 10 de maig de 2007     | Kitt Peak            | Spacewatch             |
| 320239 | 2007 JE32              | 12 de maig de 2007     | Kitt Peak            | Spacewatch             |
| 320240 | 2007 JG33              | 12 de maig de 2007     | Mount Lemmon         | Mt. Lemmon Survey      |
| 320241 | 2007 JH35              | 13 de maig de 2007     | Siding Spring        | Siding Spring Survey   |
| 320242 | 2007 JG42              | 8 de maig de 2007      | Catalina             | CSS                    |
| 320243 | 2007 JQ43              | 11 de maig de 2007     | Kitt Peak            | Spacewatch             |
| 320244 | 2007 KP1               | 17 de maig de 2007     | Kitt Peak            | Spacewatch             |
| 320245 | 2007 KH3               | 22 de maig de 2007     | Tiki                 | S. F. Hoenig, N. Teamo |
| 320246 | 2007 KO7               | 16 de maig de 2007     | Siding Spring        | Siding Spring Survey   |
| 320247 | 2007 LZ4               | 8 de juny de 2007      | Kitt Peak            | Spacewatch             |
| 320248 | 2007 LD10              | 9 de juny de 2007      | Kitt Peak            | Spacewatch             |
| 320249 | 2007 LB16              | 10 de juny de 2007     | Kitt Peak            | Spacewatch             |
| 320250 | 2007 MV                | 16 de juny de 2007     | Kitt Peak            | Spacewatch             |
| 320251 | 2007 MG16              | 21 de juny de 2007     | Socorro              | LINEAR                 |
| 320252 | 2007 ML16              | 22 de juny de 2007     | Kitt Peak            | Spacewatch             |
| 320253 | 2007 OF                | 16 de juliol de 2007   | La Sagra             | La Sagra               |
| 320254 | 2007 PE4               | 8 d'agost de 2007      | Siding Spring        | Siding Spring Survey   |
| 320255 | 2007 PZ4               | 5 d'agost de 2007      | Socorro              | LINEAR                 |
| 320256 | 2007 PS24              | 12 d'agost de 2007     | Socorro              | LINEAR                 |
| 320257 | 2007 PU26              | 12 d'agost de 2007     | Bergisch Gladbac     | W. Bickel              |
| 320258 | 2007 PO27              | 14 d'agost de 2007     | Altschwendt          | W. Ries                |
| 320259 | 2007 PJ46              | 9 d'agost de 2007      | Kitt Peak            | Spacewatch             |
| 320260 | 2007 QA5               | 31 d'agost de 2007     | Siding Spring        | K. Sarneczky, L. Kiss  |
| 320261 | 2007 QO9               | 22 d'agost de 2007     | Socorro              | LINEAR                 |
| 320262 | 2007 RA                | 1 de setembre de 2007  | Eskridge             | G. Hug                 |
| 320263 | 2007 RQ4               | 3 de setembre de 2007  | Catalina             | CSS                    |
| 320264 | 2007 RD7               | 6 de setembre de 2007  | Dauban               | Chante-Perdrix         |
| 320265 | 2007 RH7               | 6 de setembre de 2007  | Dauban               | Chante-Perdrix         |
| 320266 | 2007 RK9               | 4 de setembre de 2007  | Catalina             | CSS                    |
| 320267 | 2007 RL17              | 13 de setembre de 2007 | Mount Lemmon         | Mt. Lemmon Survey      |
| 320268 | 2007 RG19              | 3 de setembre de 2007  | Catalina             | CSS                    |
| 320269 | 2007 RY27              | 4 de setembre de 2007  | Catalina             | CSS                    |
| 320270 | 2007 RU43              | 9 de setembre de 2007  | Kitt Peak            | Spacewatch             |
| 320271 | 2007 RX63              | 10 de setembre de 2007 | Mount Lemmon         | Mt. Lemmon Survey      |
| 320272 | 2007 RO66              | 10 de setembre de 2007 | Mount Lemmon         | Mt. Lemmon Survey      |
| 320273 | 2007 RR68              | 10 de setembre de 2007 | Kitt Peak            | Spacewatch             |
| 320274 | 2007 RD72              | 10 de setembre de 2007 | Kitt Peak            | Spacewatch             |
| 320275 | 2007 RF82              | 10 de setembre de 2007 | Mount Lemmon         | Mt. Lemmon Survey      |
| 320276 | 2007 RL95              | 10 de setembre de 2007 | Mount Lemmon         | Mt. Lemmon Survey      |
| 320277 | 2007 RH100             | 11 de setembre de 2007 | Mount Lemmon         | Mt. Lemmon Survey      |
| 320278 | 2007 RV105             | 11 de setembre de 2007 | Catalina             | CSS                    |
| 320279 | 2007 RS127             | 12 de setembre de 2007 | Mount Lemmon         | Mt. Lemmon Survey      |
| 320280 | 2007 RJ145             | 14 de setembre de 2007 | Socorro              | LINEAR                 |
| 320281 | 2007 RR147             | 11 de setembre de 2007 | Purple Mountain      | PMO NEO Survey Program |
| 320282 | 2007 RQ151             | 10 de setembre de 2007 | Kitt Peak            | Spacewatch             |
| 320283 | 2007 RN178             | 10 de setembre de 2007 | Kitt Peak            | Spacewatch             |
| 320284 | 2007 RW182             | 12 de setembre de 2007 | Catalina             | CSS                    |
| 320285 | 2007 RQ185             | 13 de setembre de 2007 | Mount Lemmon         | Mt. Lemmon Survey      |
| 320286 | 2007 RR188             | 10 de setembre de 2007 | Kitt Peak            | Spacewatch             |
| 320287 | 2007 RJ190             | 11 de setembre de 2007 | Kitt Peak            | Spacewatch             |
| 320288 | 2007 RQ192             | 12 de setembre de 2007 | Anderson Mesa        | LONEOS                 |
| 320289 | 2007 RM201             | 17 d'octubre de 2003   | Kitt Peak            | Spacewatch             |
| 320290 | 2007 RK204             | 9 de setembre de 2007  | Kitt Peak            | Spacewatch             |
| 320291 | 2007 RW216             | 13 de setembre de 2007 | Anderson Mesa        | LONEOS                 |
| 320292 | 2007 RO221             | 14 de setembre de 2007 | Mount Lemmon         | Mt. Lemmon Survey      |
| 320293 | 2007 RX222             | 4 de setembre de 2007  | Catalina             | CSS                    |
| 320294 | 2007 RP225             | 10 de setembre de 2007 | Kitt Peak            | Spacewatch             |
| 320295 | 2007 RD242             | 14 de setembre de 2007 | Socorro              | LINEAR                 |
| 320296 | 2007 RQ246             | 12 de setembre de 2007 | Catalina             | CSS                    |
| 320297 | 2007 RU248             | 13 de setembre de 2007 | Mount Lemmon         | Mt. Lemmon Survey      |
| 320298 | 2007 RP259             | 14 de setembre de 2007 | Kitt Peak            | Spacewatch             |
| 320299 | 2007 RR272             | 15 de setembre de 2007 | Kitt Peak            | Spacewatch             |
| 320300 | 2007 RR283             | 14 de setembre de 2007 | Kitt Peak            | Spacewatch             |

## 320301-320400
| Nom    | Designació provisional | Data de descobriment   | Lloc de descobriment | Descobridor/s          |
| ------ | ---------------------- | ---------------------- | -------------------- | ---------------------- |
| 320301 | 2007 RC290             | 15 de setembre de 2007 | Mount Lemmon         | Mt. Lemmon Survey      |
| 320302 | 2007 RC308             | 13 de setembre de 2007 | Mount Lemmon         | Mt. Lemmon Survey      |
| 320303 | 2007 RQ309             | 13 de setembre de 2007 | Socorro              | LINEAR                 |
| 320304 | 2007 RB316             | 13 de setembre de 2007 | Mount Lemmon         | Mt. Lemmon Survey      |
| 320305 | 2007 RB320             | 13 de setembre de 2007 | Mount Lemmon         | Mt. Lemmon Survey      |
| 320306 | 2007 SX2               | 16 de setembre de 2007 | Lulin                | LUSS                   |
| 320307 | 2007 SA4               | 16 de setembre de 2007 | Socorro              | LINEAR                 |
| 320308 | 2007 SK14              | 20 de setembre de 2007 | Catalina             | CSS                    |
| 320309 | 2007 SK21              | 18 de setembre de 2007 | Catalina             | CSS                    |
| 320310 | 2007 SG23              | 25 de setembre de 2007 | Mount Lemmon         | Mt. Lemmon Survey      |
| 320311 | 2007 TT                | 3 d'octubre de 2007    | 7300                 | W. K. Y. Yeung         |
| 320312 | 2007 TS1               | 4 d'octubre de 2007    | Mount Lemmon         | Mt. Lemmon Survey      |
| 320313 | 2007 TG2               | 4 d'octubre de 2007    | Kitt Peak            | Spacewatch             |
| 320314 | 2007 TQ7               | 7 d'octubre de 2007    | Dauban               | Chante-Perdrix         |
| 320315 | 2007 TD13              | 6 d'octubre de 2007    | Socorro              | LINEAR                 |
| 320316 | 2007 TK20              | 8 d'octubre de 2007    | Socorro              | LINEAR                 |
| 320317 | 2007 TP21              | 4 d'octubre de 2007    | Kitt Peak            | Spacewatch             |
| 320318 | 2007 TW21              | 7 d'octubre de 2007    | Catalina             | CSS                    |
| 320319 | 2007 TU22              | 10 d'octubre de 2007   | Nashville            | R. Clingan             |
| 320320 | 2007 TQ25              | 4 d'octubre de 2007    | Kitt Peak            | Spacewatch             |
| 320321 | 2007 TL30              | 4 d'octubre de 2007    | Kitt Peak            | Spacewatch             |
| 320322 | 2007 TM31              | 5 d'octubre de 2007    | Kitt Peak            | Spacewatch             |
| 320323 | 2007 TC38              | 4 d'octubre de 2007    | Catalina             | CSS                    |
| 320324 | 2007 TR45              | 7 d'octubre de 2007    | Catalina             | CSS                    |
| 320325 | 2007 TC47              | 4 d'octubre de 2007    | Kitt Peak            | Spacewatch             |
| 320326 | 2007 TA48              | 4 d'octubre de 2007    | Kitt Peak            | Spacewatch             |
| 320327 | 2007 TO63              | 7 d'octubre de 2007    | Mount Lemmon         | Mt. Lemmon Survey      |
| 320328 | 2007 TY64              | 7 d'octubre de 2007    | Mount Lemmon         | Mt. Lemmon Survey      |
| 320329 | 2007 TB76              | 4 d'octubre de 2007    | Kitt Peak            | Spacewatch             |
| 320330 | 2007 TQ92              | 5 d'octubre de 2007    | Purple Mountain      | PMO NEO Survey Program |
| 320331 | 2007 TL109             | 7 d'octubre de 2007    | Catalina             | CSS                    |
| 320332 | 2007 TH116             | 8 d'octubre de 2007    | Purple Mountain      | PMO NEO Survey Program |
| 320333 | 2007 TZ122             | 6 d'octubre de 2007    | Kitt Peak            | Spacewatch             |
| 320334 | 2007 TS123             | 6 d'octubre de 2007    | Kitt Peak            | Spacewatch             |
| 320335 | 2007 TB125             | 6 d'octubre de 2007    | Kitt Peak            | Spacewatch             |
| 320336 | 2007 TD129             | 6 d'octubre de 2007    | Kitt Peak            | Spacewatch             |
| 320337 | 2007 TZ133             | 7 d'octubre de 2007    | Mount Lemmon         | Mt. Lemmon Survey      |
| 320338 | 2007 TO139             | 9 d'octubre de 2007    | Kitt Peak            | Spacewatch             |
| 320339 | 2007 TC146             | 6 d'octubre de 2007    | Socorro              | LINEAR                 |
| 320340 | 2007 TJ146             | 6 d'octubre de 2007    | Socorro              | LINEAR                 |
| 320341 | 2007 TC152             | 9 d'octubre de 2007    | Socorro              | LINEAR                 |
| 320342 | 2007 TH154             | 9 d'octubre de 2007    | Socorro              | LINEAR                 |
| 320343 | 2007 TY160             | 9 d'octubre de 2007    | Socorro              | LINEAR                 |
| 320344 | 2007 TD170             | 12 d'octubre de 2007   | Socorro              | LINEAR                 |
| 320345 | 2007 TL171             | 12 d'octubre de 2007   | Dauban               | Chante-Perdrix         |
| 320346 | 2007 TF180             | 8 d'octubre de 2007    | Kitt Peak            | Spacewatch             |
| 320347 | 2007 TB183             | 11 d'octubre de 2007   | Lulin                | Q.-z. Ye               |
| 320348 | 2007 TY183             | 9 d'octubre de 2007    | Purple Mountain      | PMO NEO Survey Program |
| 320349 | 2007 TK186             | 13 d'octubre de 2007   | Socorro              | LINEAR                 |
| 320350 | 2007 TZ187             | 15 d'octubre de 2007   | Socorro              | LINEAR                 |
| 320351 | 2007 TQ192             | 5 d'octubre de 2007    | Kitt Peak            | Spacewatch             |
| 320352 | 2007 TJ202             | 8 d'octubre de 2007    | Mount Lemmon         | Mt. Lemmon Survey      |
| 320353 | 2007 TT202             | 8 d'octubre de 2007    | Mount Lemmon         | Mt. Lemmon Survey      |
| 320354 | 2007 TP210             | 6 d'octubre de 2007    | Kitt Peak            | Spacewatch             |
| 320355 | 2007 TT211             | 7 d'octubre de 2007    | Kitt Peak            | Spacewatch             |
| 320356 | 2007 TJ214             | 7 d'octubre de 2007    | Kitt Peak            | Spacewatch             |
| 320357 | 2007 TQ227             | 8 d'octubre de 2007    | Kitt Peak            | Spacewatch             |
| 320358 | 2007 TC228             | 8 d'octubre de 2007    | Kitt Peak            | Spacewatch             |
| 320359 | 2007 TB231             | 8 d'octubre de 2007    | Kitt Peak            | Spacewatch             |
| 320360 | 2007 TQ233             | 8 d'octubre de 2007    | Kitt Peak            | Spacewatch             |
| 320361 | 2007 TR237             | 9 d'octubre de 2007    | Mount Lemmon         | Mt. Lemmon Survey      |
| 320362 | 2007 TH241             | 7 d'octubre de 2007    | Mount Lemmon         | Mt. Lemmon Survey      |
| 320363 | 2007 TP247             | 10 d'octubre de 2007   | Kitt Peak            | Spacewatch             |
| 320364 | 2007 TJ289             | 10 de novembre de 2004 | Kitt Peak            | Spacewatch             |
| 320365 | 2007 TL309             | 10 d'octubre de 2007   | Mount Lemmon         | Mt. Lemmon Survey      |
| 320366 | 2007 TE354             | 10 d'octubre de 2007   | Catalina             | CSS                    |
| 320367 | 2007 TS362             | 14 d'octubre de 2007   | Mount Lemmon         | Mt. Lemmon Survey      |
| 320368 | 2007 TL376             | 10 d'octubre de 2007   | Catalina             | CSS                    |
| 320369 | 2007 TO398             | 15 d'octubre de 2007   | Kitt Peak            | Spacewatch             |
| 320370 | 2007 TP410             | 14 d'octubre de 2007   | Catalina             | CSS                    |
| 320371 | 2007 TF414             | 15 d'octubre de 2007   | Catalina             | CSS                    |
| 320372 | 2007 TA419             | 10 d'octubre de 2007   | Catalina             | CSS                    |
| 320373 | 2007 TV419             | 5 d'octubre de 2007    | Siding Spring        | Siding Spring Survey   |
| 320374 | 2007 TK447             | 11 d'octubre de 2007   | Lulin                | LUSS                   |
| 320375 | 2007 TJ449             | 9 d'octubre de 2007    | Mount Lemmon         | Mt. Lemmon Survey      |
| 320376 | 2007 TV452             | 12 d'octubre de 2007   | Kitt Peak            | Spacewatch             |
| 320377 | 2007 UP                | 16 d'octubre de 2007   | Vallemare Borbon     | V. S. Casulli          |
| 320378 | 2007 UR3               | 19 d'octubre de 2007   | Kitt Peak            | Spacewatch             |
| 320379 | 2007 UE4               | 18 d'octubre de 2007   | Socorro              | LINEAR                 |
| 320380 | 2007 UR4               | 17 d'octubre de 2007   | Dauban               | Chante-Perdrix         |
| 320381 | 2007 UR10              | 18 d'octubre de 2007   | Anderson Mesa        | LONEOS                 |
| 320382 | 2007 UT11              | 19 d'octubre de 2007   | Socorro              | LINEAR                 |
| 320383 | 2007 UL18              | 17 d'octubre de 2007   | Anderson Mesa        | LONEOS                 |
| 320384 | 2007 UR23              | 16 d'octubre de 2007   | Kitt Peak            | Spacewatch             |
| 320385 | 2007 UT36              | 19 d'octubre de 2007   | Kitt Peak            | Spacewatch             |
| 320386 | 2007 UV36              | 19 d'octubre de 2007   | Catalina             | CSS                    |
| 320387 | 2007 UZ40              | 16 d'octubre de 2007   | Kitt Peak            | Spacewatch             |
| 320388 | 2007 UT43              | 9 de març de 2005      | Mount Lemmon         | Mt. Lemmon Survey      |
| 320389 | 2007 UK47              | 17 d'octubre de 2007   | Mount Lemmon         | Mt. Lemmon Survey      |
| 320390 | 2007 UR48              | 20 d'octubre de 2007   | Mount Lemmon         | Mt. Lemmon Survey      |
| 320391 | 2007 UU52              | 25 d'octubre de 2007   | Mount Lemmon         | Mt. Lemmon Survey      |
| 320392 | 2007 UE60              | 30 d'octubre de 2007   | Mount Lemmon         | Mt. Lemmon Survey      |
| 320393 | 2007 UH65              | 31 d'octubre de 2007   | Kitt Peak            | Spacewatch             |
| 320394 | 2007 UT69              | 30 d'octubre de 2007   | Mount Lemmon         | Mt. Lemmon Survey      |
| 320395 | 2007 UQ73              | 31 d'octubre de 2007   | Mount Lemmon         | Mt. Lemmon Survey      |
| 320396 | 2007 UM95              | 31 d'octubre de 2007   | Mount Lemmon         | Mt. Lemmon Survey      |
| 320397 | 2007 UC101             | 30 d'octubre de 2007   | Kitt Peak            | Spacewatch             |
| 320398 | 2007 UD101             | 30 d'octubre de 2007   | Kitt Peak            | Spacewatch             |
| 320399 | 2007 UY105             | 30 d'octubre de 2007   | Kitt Peak            | Spacewatch             |
| 320400 | 2007 UY108             | 30 d'octubre de 2007   | Kitt Peak            | Spacewatch             |

## 320401-320500
| Nom    | Designació provisional | Data de descobriment   | Lloc de descobriment | Descobridor/s            |
| ------ | ---------------------- | ---------------------- | -------------------- | ------------------------ |
| 320401 | 2007 UK109             | 30 d'octubre de 2007   | Kitt Peak            | Spacewatch               |
| 320402 | 2007 UC112             | 30 d'octubre de 2007   | Mount Lemmon         | Mt. Lemmon Survey        |
| 320403 | 2007 UD115             | 31 d'octubre de 2007   | Kitt Peak            | Spacewatch               |
| 320404 | 2007 UF119             | 30 d'octubre de 2007   | Catalina             | CSS                      |
| 320405 | 2007 UN122             | 30 d'octubre de 2007   | Kitt Peak            | Spacewatch               |
| 320406 | 2007 UC134             | 20 d'octubre de 2007   | Catalina             | CSS                      |
| 320407 | 2007 US138             | 20 d'octubre de 2007   | Mount Lemmon         | Mt. Lemmon Survey        |
| 320408 | 2007 UN139             | 17 de desembre de 2001 | Kitt Peak            | Spacewatch               |
| 320409 | 2007 UH140             | 16 d'octubre de 2007   | Mount Lemmon         | Mt. Lemmon Survey        |
| 320410 | 2007 VE                | 1 de novembre de 2007  | 7300                 | W. K. Y. Yeung           |
| 320411 | 2007 VL1               | 2 de novembre de 2007  | Laurel               | D. Skillman              |
| 320412 | 2007 VZ1               | 2 de novembre de 2007  | Socorro              | LINEAR                   |
| 320413 | 2007 VF2               | 1 de novembre de 2007  | Kitt Peak            | Spacewatch               |
| 320414 | 2007 VP2               | 2 de novembre de 2007  | La Canada            | J. Lacruz                |
| 320415 | 2007 VV10              | 6 de novembre de 2007  | Mayhill              | A. Lowe                  |
| 320416 | 2007 VU12              | 1 de novembre de 2007  | Kitt Peak            | Spacewatch               |
| 320417 | 2007 VE32              | 2 de novembre de 2007  | Kitt Peak            | Spacewatch               |
| 320418 | 2007 VO44              | 1 de novembre de 2007  | Kitt Peak            | Spacewatch               |
| 320419 | 2007 VR48              | 1 de novembre de 2007  | Kitt Peak            | Spacewatch               |
| 320420 | 2007 VL56              | 1 de novembre de 2007  | Kitt Peak            | Spacewatch               |
| 320421 | 2007 VH58              | 1 de novembre de 2007  | Kitt Peak            | Spacewatch               |
| 320422 | 2007 VN58              | 1 de novembre de 2007  | Kitt Peak            | Spacewatch               |
| 320423 | 2007 VA59              | 1 de novembre de 2007  | Kitt Peak            | Spacewatch               |
| 320424 | 2007 VC64              | 1 de novembre de 2007  | Kitt Peak            | Spacewatch               |
| 320425 | 2007 VO66              | 2 de novembre de 2007  | Kitt Peak            | Spacewatch               |
| 320426 | 2007 VJ86              | 2 de novembre de 2007  | Socorro              | LINEAR                   |
| 320427 | 2007 VA88              | 2 de novembre de 2007  | Socorro              | LINEAR                   |
| 320428 | 2007 VP89              | 4 de novembre de 2007  | Socorro              | LINEAR                   |
| 320429 | 2007 VN91              | 5 de novembre de 2007  | Kitami               | K. Endate                |
| 320430 | 2007 VW91              | 7 de novembre de 2007  | Eskridge             | G. Hug                   |
| 320431 | 2007 VE94              | 7 de novembre de 2007  | Bisei SG Center      | BATTeRS                  |
| 320432 | 2007 VP96              | 1 de novembre de 2007  | Kitt Peak            | Spacewatch               |
| 320433 | 2007 VF99              | 2 de novembre de 2007  | Mount Lemmon         | Mt. Lemmon Survey        |
| 320434 | 2007 VF105             | 3 de novembre de 2007  | Kitt Peak            | Spacewatch               |
| 320435 | 2007 VL110             | 3 de novembre de 2007  | Kitt Peak            | Spacewatch               |
| 320436 | 2007 VX114             | 3 de novembre de 2007  | Kitt Peak            | Spacewatch               |
| 320437 | 2007 VM115             | 3 de novembre de 2007  | Kitt Peak            | Spacewatch               |
| 320438 | 2007 VY141             | 4 de novembre de 2007  | Kitt Peak            | Spacewatch               |
| 320439 | 2007 VO145             | 4 de novembre de 2007  | Kitt Peak            | Spacewatch               |
| 320440 | 2007 VX150             | 7 de novembre de 2007  | Kitt Peak            | Spacewatch               |
| 320441 | 2007 VN151             | 7 de novembre de 2007  | Mount Lemmon         | Mt. Lemmon Survey        |
| 320442 | 2007 VW165             | 5 de novembre de 2007  | Kitt Peak            | Spacewatch               |
| 320443 | 2007 VQ188             | 11 de novembre de 2007 | Bisei SG Center      | BATTeRS                  |
| 320444 | 2007 VS190             | 8 de novembre de 2007  | Kitt Peak            | Spacewatch               |
| 320445 | 2007 VA192             | 4 de novembre de 2007  | Mount Lemmon         | Mt. Lemmon Survey        |
| 320446 | 2007 VS192             | 4 de novembre de 2007  | Mount Lemmon         | Mt. Lemmon Survey        |
| 320447 | 2007 VU194             | 5 de novembre de 2007  | Mount Lemmon         | Mt. Lemmon Survey        |
| 320448 | 2007 VX194             | 5 de novembre de 2007  | Mount Lemmon         | Mt. Lemmon Survey        |
| 320449 | 2007 VN198             | 8 de novembre de 2007  | Mount Lemmon         | Mt. Lemmon Survey        |
| 320450 | 2007 VT200             | 9 de novembre de 2007  | Mount Lemmon         | Mt. Lemmon Survey        |
| 320451 | 2007 VU206             | 9 de novembre de 2007  | Catalina             | CSS                      |
| 320452 | 2007 VV210             | 9 de novembre de 2007  | Kitt Peak            | Spacewatch               |
| 320453 | 2007 VT211             | 9 de novembre de 2007  | Kitt Peak            | Spacewatch               |
| 320454 | 2007 VS217             | 9 de novembre de 2007  | Kitt Peak            | Spacewatch               |
| 320455 | 2007 VZ221             | 13 de novembre de 2007 | Kitt Peak            | Spacewatch               |
| 320456 | 2007 VN228             | 12 de novembre de 2007 | Mount Lemmon         | Mt. Lemmon Survey        |
| 320457 | 2007 VD229             | 7 de novembre de 2007  | Kitt Peak            | Spacewatch               |
| 320458 | 2007 VU231             | 7 de novembre de 2007  | Kitt Peak            | Spacewatch               |
| 320459 | 2007 VP234             | 9 de novembre de 2007  | Kitt Peak            | Spacewatch               |
| 320460 | 2007 VE236             | 11 de novembre de 2007 | Mount Lemmon         | Mt. Lemmon Survey        |
| 320461 | 2007 VG245             | 14 de novembre de 2007 | Bisei SG Center      | BATTeRS                  |
| 320462 | 2007 VM249             | 21 de març de 1999     | Apache Point         | Sloan Digital Sky Survey |
| 320463 | 2007 VN265             | 13 de novembre de 2007 | Kitt Peak            | Spacewatch               |
| 320464 | 2007 VY268             | 12 de novembre de 2007 | Socorro              | LINEAR                   |
| 320465 | 2007 VF276             | 13 de novembre de 2007 | Mount Lemmon         | Mt. Lemmon Survey        |
| 320466 | 2007 VR280             | 14 de novembre de 2007 | Kitt Peak            | Spacewatch               |
| 320467 | 2007 VM281             | 14 de novembre de 2007 | Kitt Peak            | Spacewatch               |
| 320468 | 2007 VV282             | 14 de novembre de 2007 | Kitt Peak            | Spacewatch               |
| 320469 | 2007 VK284             | 14 de novembre de 2007 | Kitt Peak            | Spacewatch               |
| 320470 | 2007 VC292             | 14 de novembre de 2007 | Kitt Peak            | Spacewatch               |
| 320471 | 2007 VO292             | 14 de novembre de 2007 | Kitt Peak            | Spacewatch               |
| 320472 | 2007 VD294             | 13 de novembre de 2007 | Kitt Peak            | Spacewatch               |
| 320473 | 2007 VD306             | 9 de novembre de 2007  | Mount Lemmon         | Mt. Lemmon Survey        |
| 320474 | 2007 VP306             | 1 de novembre de 2007  | Kitt Peak            | Spacewatch               |
| 320475 | 2007 VT316             | 7 de novembre de 2007  | Kitt Peak            | Spacewatch               |
| 320476 | 2007 VP317             | 14 de novembre de 2007 | Kitt Peak            | Spacewatch               |
| 320477 | 2007 VW319             | 2 de novembre de 2007  | Socorro              | LINEAR                   |
| 320478 | 2007 VC320             | 3 de novembre de 2007  | Socorro              | LINEAR                   |
| 320479 | 2007 VT323             | 4 de novembre de 2007  | Socorro              | LINEAR                   |
| 320480 | 2007 VE324             | 17 de setembre de 2003 | Kitt Peak            | Spacewatch               |
| 320481 | 2007 VX324             | 8 de novembre de 2007  | Mount Lemmon         | Mt. Lemmon Survey        |
| 320482 | 2007 VO328             | 9 de novembre de 2007  | Socorro              | LINEAR                   |
| 320483 | 2007 VF329             | 13 de novembre de 2007 | Catalina             | CSS                      |
| 320484 | 2007 VC331             | 5 de novembre de 2007  | Mount Lemmon         | Mt. Lemmon Survey        |
| 320485 | 2007 VO332             | 8 de novembre de 2007  | Socorro              | LINEAR                   |
| 320486 | 2007 VQ332             | 8 de novembre de 2007  | Catalina             | CSS                      |
| 320487 | 2007 VM333             | 11 de novembre de 2007 | Socorro              | LINEAR                   |
| 320488 | 2007 VF335             | 15 de novembre de 2007 | Socorro              | LINEAR                   |
| 320489 | 2007 WG4               | 18 de novembre de 2007 | Bisei SG Center      | BATTeRS                  |
| 320490 | 2007 WB7               | 14 d'octubre de 2007   | Mount Lemmon         | Mt. Lemmon Survey        |
| 320491 | 2007 WD12              | 17 de novembre de 2007 | Catalina             | CSS                      |
| 320492 | 2007 WR15              | 18 de novembre de 2007 | Mount Lemmon         | Mt. Lemmon Survey        |
| 320493 | 2007 WE16              | 18 de novembre de 2007 | Mount Lemmon         | Mt. Lemmon Survey        |
| 320494 | 2007 WN16              | 18 de novembre de 2007 | Mount Lemmon         | Mt. Lemmon Survey        |
| 320495 | 2007 WL23              | 18 de novembre de 2007 | Mount Lemmon         | Mt. Lemmon Survey        |
| 320496 | 2007 WL42              | 18 de novembre de 2007 | Mount Lemmon         | Mt. Lemmon Survey        |
| 320497 | 2007 WB45              | 20 de novembre de 2007 | Mount Lemmon         | Mt. Lemmon Survey        |
| 320498 | 2007 WX48              | 20 de novembre de 2007 | Mount Lemmon         | Mt. Lemmon Survey        |
| 320499 | 2007 WR63              | 21 de novembre de 2007 | Mount Lemmon         | Mt. Lemmon Survey        |
| 320500 | 2007 XG5               | 4 de desembre de 2007  | Kitt Peak            | Spacewatch               |

## 320501-320600
| Nom    | Designació provisional | Data de descobriment   | Lloc de descobriment | Descobridor/s     |
| ------ | ---------------------- | ---------------------- | -------------------- | ----------------- |
| 320501 | 2007 XQ6               | 4 de desembre de 2007  | Catalina             | CSS               |
| 320502 | 2007 XE14              | 5 de desembre de 2007  | Catalina             | CSS               |
| 320503 | 2007 XO17              | 9 de desembre de 2007  | Bisei SG Center      | BATTeRS           |
| 320504 | 2007 XS20              | 12 de desembre de 2007 | La Sagra             | La Sagra          |
| 320505 | 2007 XE22              | 10 de desembre de 2007 | Socorro              | LINEAR            |
| 320506 | 2007 XN22              | 10 de desembre de 2007 | Socorro              | LINEAR            |
| 320507 | 2007 XJ39              | 14 de novembre de 2007 | Mount Lemmon         | Mt. Lemmon Survey |
| 320508 | 2007 XX45              | 15 de desembre de 2007 | Catalina             | CSS               |
| 320509 | 2007 XA46              | 15 de desembre de 2007 | Catalina             | CSS               |
| 320510 | 2007 XN51              | 4 de desembre de 2007  | Mount Lemmon         | Mt. Lemmon Survey |
| 320511 | 2007 XU54              | 4 de desembre de 2007  | Kitt Peak            | Spacewatch        |
| 320512 | 2007 XB56              | 4 de desembre de 2007  | Mount Lemmon         | Mt. Lemmon Survey |
| 320513 | 2007 XU57              | 4 de desembre de 2007  | Mount Lemmon         | Mt. Lemmon Survey |
| 320514 | 2007 XM58              | 5 de desembre de 2007  | Kitt Peak            | Spacewatch        |
| 320515 | 2007 YA3               | 18 de desembre de 2007 | Bergisch Gladbac     | W. Bickel         |
| 320516 | 2007 YP3               | 16 de desembre de 2007 | Junk Bond            | D. Healy          |
| 320517 | 2007 YT8               | 5 de desembre de 2007  | Kitt Peak            | Spacewatch        |
| 320518 | 2007 YS18              | 16 de desembre de 2007 | Kitt Peak            | Spacewatch        |
| 320519 | 2007 YO22              | 16 de desembre de 2007 | Kitt Peak            | Spacewatch        |
| 320520 | 2007 YZ27              | 18 de desembre de 2007 | Mount Lemmon         | Mt. Lemmon Survey |
| 320521 | 2007 YM30              | 28 de desembre de 2007 | Kitt Peak            | Spacewatch        |
| 320522 | 2007 YH37              | 30 de desembre de 2007 | Mount Lemmon         | Mt. Lemmon Survey |
| 320523 | 2007 YY38              | 30 de desembre de 2007 | Mount Lemmon         | Mt. Lemmon Survey |
| 320524 | 2007 YZ40              | 30 de desembre de 2007 | Catalina             | CSS               |
| 320525 | 2007 YG41              | 30 de desembre de 2007 | Catalina             | CSS               |
| 320526 | 2007 YW41              | 30 de desembre de 2007 | Kitt Peak            | Spacewatch        |
| 320527 | 2007 YX43              | 30 de desembre de 2007 | Kitt Peak            | Spacewatch        |
| 320528 | 2007 YZ45              | 30 de desembre de 2007 | Mount Lemmon         | Mt. Lemmon Survey |
| 320529 | 2007 YO52              | 30 de desembre de 2007 | Catalina             | CSS               |
| 320530 | 2007 YX58              | 31 de desembre de 2007 | Kitt Peak            | Spacewatch        |
| 320531 | 2007 YX61              | 31 de desembre de 2007 | Mount Lemmon         | Mt. Lemmon Survey |
| 320532 | 2007 YS62              | 30 de desembre de 2007 | Kitt Peak            | Spacewatch        |
| 320533 | 2007 YY63              | 31 de desembre de 2007 | Kitt Peak            | Spacewatch        |
| 320534 | 2007 YU64              | 20 de desembre de 2007 | Mount Lemmon         | Mt. Lemmon Survey |
| 320535 | 2007 YY65              | 30 de desembre de 2007 | Kitt Peak            | Spacewatch        |
| 320536 | 2007 YA67              | 31 de desembre de 2007 | Mount Lemmon         | Mt. Lemmon Survey |
| 320537 | 2007 YC69              | 18 de desembre de 2007 | Mount Lemmon         | Mt. Lemmon Survey |
| 320538 | 2007 YY70              | 16 de desembre de 2007 | Socorro              | LINEAR            |
| 320539 | 2007 YQ71              | 17 de desembre de 2007 | Mount Lemmon         | Mt. Lemmon Survey |
| 320540 | 2008 AN2               | 6 de gener de 2008     | La Sagra             | La Sagra          |
| 320541 | 2008 AD3               | 7 de gener de 2008     | Lulin                | LUSS              |
| 320542 | 2008 AK10              | 10 de gener de 2008    | Mount Lemmon         | Mt. Lemmon Survey |
| 320543 | 2008 AY14              | 10 de gener de 2008    | Kitt Peak            | Spacewatch        |
| 320544 | 2008 AJ15              | 10 de gener de 2008    | Kitt Peak            | Spacewatch        |
| 320545 | 2008 AC16              | 10 de gener de 2008    | Mount Lemmon         | Mt. Lemmon Survey |
| 320546 | 2008 AC17              | 10 de gener de 2008    | Kitt Peak            | Spacewatch        |
| 320547 | 2008 AL19              | 10 de gener de 2008    | Mount Lemmon         | Mt. Lemmon Survey |
| 320548 | 2008 AR30              | 11 de gener de 2008    | Desert Eagle         | W. K. Y. Yeung    |
| 320549 | 2008 AD34              | 10 de gener de 2008    | Kitt Peak            | Spacewatch        |
| 320550 | 2008 AL36              | 10 de gener de 2008    | Kitt Peak            | Spacewatch        |
| 320551 | 2008 AL38              | 10 de gener de 2008    | Mount Lemmon         | Mt. Lemmon Survey |
| 320552 | 2008 AE39              | 10 de gener de 2008    | Kitt Peak            | Spacewatch        |
| 320553 | 2008 AD41              | 10 de gener de 2008    | Mount Lemmon         | Mt. Lemmon Survey |
| 320554 | 2008 AH42              | 10 de gener de 2008    | Mount Lemmon         | Mt. Lemmon Survey |
| 320555 | 2008 AM42              | 10 de gener de 2008    | Catalina             | CSS               |
| 320556 | 2008 AC45              | 10 de gener de 2008    | Kitt Peak            | Spacewatch        |
| 320557 | 2008 AQ49              | 11 de gener de 2008    | Kitt Peak            | Spacewatch        |
| 320558 | 2008 AV58              | 11 de gener de 2008    | Kitt Peak            | Spacewatch        |
| 320559 | 2008 AG59              | 11 de gener de 2008    | Kitt Peak            | Spacewatch        |
| 320560 | 2008 AO64              | 11 de gener de 2008    | Mount Lemmon         | Mt. Lemmon Survey |
| 320561 | 2008 AJ68              | 11 de gener de 2008    | Kitt Peak            | Spacewatch        |
| 320562 | 2008 AE74              | 10 de gener de 2008    | Kitt Peak            | Spacewatch        |
| 320563 | 2008 AT78              | 12 de gener de 2008    | Kitt Peak            | Spacewatch        |
| 320564 | 2008 AG82              | 14 de gener de 2008    | Kitt Peak            | Spacewatch        |
| 320565 | 2008 AF83              | 15 de gener de 2008    | Mount Lemmon         | Mt. Lemmon Survey |
| 320566 | 2008 AO86              | 18 de febrer de 2001   | Kitt Peak            | Spacewatch        |
| 320567 | 2008 AL87              | 12 de gener de 2008    | Kitt Peak            | Spacewatch        |
| 320568 | 2008 AT91              | 13 de gener de 2008    | Kitt Peak            | Spacewatch        |
| 320569 | 2008 AX92              | 14 de gener de 2008    | Kitt Peak            | Spacewatch        |
| 320570 | 2008 AP98              | 14 de gener de 2008    | Kitt Peak            | Spacewatch        |
| 320571 | 2008 AO103             | 15 de gener de 2008    | Mount Lemmon         | Mt. Lemmon Survey |
| 320572 | 2008 AB104             | 15 de gener de 2008    | Mount Lemmon         | Mt. Lemmon Survey |
| 320573 | 2008 AL104             | 1 de gener de 2008     | Kitt Peak            | Spacewatch        |
| 320574 | 2008 AP105             | 15 de gener de 2008    | Mount Lemmon         | Mt. Lemmon Survey |
| 320575 | 2008 AM110             | 15 de gener de 2008    | Kitt Peak            | Spacewatch        |
| 320576 | 2008 AA112             | 15 de gener de 2008    | Kitt Peak            | Spacewatch        |
| 320577 | 2008 AP115             | 10 de gener de 2008    | Kitt Peak            | Spacewatch        |
| 320578 | 2008 AU115             | 11 de gener de 2008    | Kitt Peak            | Spacewatch        |
| 320579 | 2008 AV126             | 11 de gener de 2008    | Kitt Peak            | Spacewatch        |
| 320580 | 2008 AZ128             | 7 de novembre de 2007  | Mount Lemmon         | Mt. Lemmon Survey |
| 320581 | 2008 AX134             | 10 de gener de 2008    | Catalina             | CSS               |
| 320582 | 2008 AW136             | 13 de gener de 2008    | Kitt Peak            | Spacewatch        |
| 320583 | 2008 BE3               | 16 de gener de 2008    | Kitt Peak            | Spacewatch        |
| 320584 | 2008 BO10              | 17 de gener de 2008    | Mount Lemmon         | Mt. Lemmon Survey |
| 320585 | 2008 BN12              | 18 de gener de 2008    | Mount Lemmon         | Mt. Lemmon Survey |
| 320586 | 2008 BS18              | 30 de gener de 2008    | La Sagra             | La Sagra          |
| 320587 | 2008 BW18              | 29 de gener de 2008    | La Sagra             | La Sagra          |
| 320588 | 2008 BE20              | 30 de gener de 2008    | Catalina             | CSS               |
| 320589 | 2008 BN20              | 30 de gener de 2008    | Catalina             | CSS               |
| 320590 | 2008 BE21              | 30 de gener de 2008    | Mount Lemmon         | Mt. Lemmon Survey |
| 320591 | 2008 BD25              | 30 de gener de 2008    | Eskridge             | G. Hug            |
| 320592 | 2008 BT29              | 30 de gener de 2008    | Catalina             | CSS               |
| 320593 | 2008 BF30              | 30 de gener de 2008    | Mount Lemmon         | Mt. Lemmon Survey |
| 320594 | 2008 BG33              | 30 de gener de 2008    | Kitt Peak            | Spacewatch        |
| 320595 | 2008 BX33              | 30 de gener de 2008    | Catalina             | CSS               |
| 320596 | 2008 BD34              | 30 de gener de 2008    | Kitt Peak            | Spacewatch        |
| 320597 | 2008 BY37              | 31 de gener de 2008    | Mount Lemmon         | Mt. Lemmon Survey |
| 320598 | 2008 BO39              | 30 de gener de 2008    | Catalina             | CSS               |
| 320599 | 2008 BQ40              | 31 de gener de 2008    | Socorro              | LINEAR            |
| 320600 | 2008 BM41              | 30 de gener de 2008    | Catalina             | CSS               |

## 320601-320700
| Nom    | Designació provisional | Data de descobriment   | Lloc de descobriment | Descobridor/s     |
| ------ | ---------------------- | ---------------------- | -------------------- | ----------------- |
| 320601 | 2008 BP41              | 30 de gener de 2008    | Catalina             | CSS               |
| 320602 | 2008 BA50              | 16 de gener de 2008    | Kitt Peak            | Spacewatch        |
| 320603 | 2008 BH52              | 19 de gener de 2008    | Mount Lemmon         | Mt. Lemmon Survey |
| 320604 | 2008 BO52              | 27 de gener de 2008    | Charleston           | Charleston        |
| 320605 | 2008 BC53              | 18 de gener de 2008    | Mount Lemmon         | Mt. Lemmon Survey |
| 320606 | 2008 CM2               | 1 de febrer de 2008    | Mount Lemmon         | Mt. Lemmon Survey |
| 320607 | 2008 CT2               | 1 de febrer de 2008    | Mount Lemmon         | Mt. Lemmon Survey |
| 320608 | 2008 CU6               | 1 de febrer de 2008    | Mount Lemmon         | Mt. Lemmon Survey |
| 320609 | 2008 CW6               | 1 de febrer de 2008    | Mount Lemmon         | Mt. Lemmon Survey |
| 320610 | 2008 CM10              | 2 de febrer de 2008    | Kitt Peak            | Spacewatch        |
| 320611 | 2008 CT11              | 3 de febrer de 2008    | Kitt Peak            | Spacewatch        |
| 320612 | 2008 CM18              | 3 de febrer de 2008    | Kitt Peak            | Spacewatch        |
| 320613 | 2008 CW21              | 9 de febrer de 2008    | Catalina             | CSS               |
| 320614 | 2008 CL23              | 1 de febrer de 2008    | Kitt Peak            | Spacewatch        |
| 320615 | 2008 CE24              | 1 de febrer de 2008    | Kitt Peak            | Spacewatch        |
| 320616 | 2008 CV24              | 1 de febrer de 2008    | Kitt Peak            | Spacewatch        |
| 320617 | 2008 CH27              | 2 de febrer de 2008    | Kitt Peak            | Spacewatch        |
| 320618 | 2008 CN27              | 2 de febrer de 2008    | Kitt Peak            | Spacewatch        |
| 320619 | 2008 CJ32              | 2 de febrer de 2008    | Kitt Peak            | Spacewatch        |
| 320620 | 2008 CR33              | 2 de febrer de 2008    | Kitt Peak            | Spacewatch        |
| 320621 | 2008 CA34              | 2 de febrer de 2008    | Kitt Peak            | Spacewatch        |
| 320622 | 2008 CG34              | 2 de febrer de 2008    | Kitt Peak            | Spacewatch        |
| 320623 | 2008 CA40              | 2 de febrer de 2008    | Mount Lemmon         | Mt. Lemmon Survey |
| 320624 | 2008 CT40              | 2 de febrer de 2008    | Kitt Peak            | Spacewatch        |
| 320625 | 2008 CE42              | 2 de febrer de 2008    | Kitt Peak            | Spacewatch        |
| 320626 | 2008 CN45              | 2 de febrer de 2008    | Kitt Peak            | Spacewatch        |
| 320627 | 2008 CF49              | 6 de febrer de 2008    | Anderson Mesa        | LONEOS            |
| 320628 | 2008 CB69              | 7 de febrer de 2008    | Pla D'Arguines       | R. Ferrando       |
| 320629 | 2008 CS70              | 9 de febrer de 2008    | Dauban               | F. Kugel          |
| 320630 | 2008 CQ74              | 9 de febrer de 2008    | Dauban               | F. Kugel          |
| 320631 | 2008 CA75              | 10 de febrer de 2008   | Bergisch Gladbac     | W. Bickel         |
| 320632 | 2008 CT76              | 6 de febrer de 2008    | Catalina             | CSS               |
| 320633 | 2008 CR77              | 6 de febrer de 2008    | Catalina             | CSS               |
| 320634 | 2008 CF78              | 7 de febrer de 2008    | Kitt Peak            | Spacewatch        |
| 320635 | 2008 CG79              | 7 de febrer de 2008    | Kitt Peak            | Spacewatch        |
| 320636 | 2008 CR85              | 7 de febrer de 2008    | Mount Lemmon         | Mt. Lemmon Survey |
| 320637 | 2008 CM87              | 7 de febrer de 2008    | Mount Lemmon         | Mt. Lemmon Survey |
| 320638 | 2008 CU87              | 7 de febrer de 2008    | Mount Lemmon         | Mt. Lemmon Survey |
| 320639 | 2008 CZ87              | 21 de setembre de 2001 | Socorro              | LINEAR            |
| 320640 | 2008 CY89              | 8 de febrer de 2008    | Kitt Peak            | Spacewatch        |
| 320641 | 2008 CM92              | 8 de febrer de 2008    | Kitt Peak            | Spacewatch        |
| 320642 | 2008 CJ99              | 9 de febrer de 2008    | Kitt Peak            | Spacewatch        |
| 320643 | 2008 CO105             | 9 de febrer de 2008    | Mount Lemmon         | Mt. Lemmon Survey |
| 320644 | 2008 CK113             | 10 de febrer de 2008   | Kitt Peak            | Spacewatch        |
| 320645 | 2008 CA118             | 12 de febrer de 2008   | Wildberg             | R. Apitzsch       |
| 320646 | 2008 CL119             | 9 de febrer de 2008    | Mayhill              | W. G. Dillon      |
| 320647 | 2008 CO126             | 8 de febrer de 2008    | Kitt Peak            | Spacewatch        |
| 320648 | 2008 CC127             | 8 de febrer de 2008    | Kitt Peak            | Spacewatch        |
| 320649 | 2008 CN127             | 8 de febrer de 2008    | Kitt Peak            | Spacewatch        |
| 320650 | 2008 CQ130             | 8 de febrer de 2008    | Mount Lemmon         | Mt. Lemmon Survey |
| 320651 | 2008 CW130             | 8 de febrer de 2008    | Kitt Peak            | Spacewatch        |
| 320652 | 2008 CV132             | 8 de febrer de 2008    | Kitt Peak            | Spacewatch        |
| 320653 | 2008 CD141             | 24 de maig de 2001     | Cerro Tololo         | M. W. Buie        |
| 320654 | 2008 CB142             | 8 de febrer de 2008    | Kitt Peak            | Spacewatch        |
| 320655 | 2008 CM145             | 9 de febrer de 2008    | Kitt Peak            | Spacewatch        |
| 320656 | 2008 CN145             | 9 de febrer de 2008    | Kitt Peak            | Spacewatch        |
| 320657 | 2008 CS152             | 9 de febrer de 2008    | Mount Lemmon         | Mt. Lemmon Survey |
| 320658 | 2008 CY152             | 9 de febrer de 2008    | Catalina             | CSS               |
| 320659 | 2008 CA154             | 13 d'abril de 2000     | Kitt Peak            | Spacewatch        |
| 320660 | 2008 CX159             | 9 de febrer de 2008    | Kitt Peak            | Spacewatch        |
| 320661 | 2008 CA163             | 10 de febrer de 2008   | Kitt Peak            | Spacewatch        |
| 320662 | 2008 CS165             | 10 de febrer de 2008   | Kitt Peak            | Spacewatch        |
| 320663 | 2008 CE171             | 13 de setembre de 2002 | Palomar              | NEAT              |
| 320664 | 2008 CS175             | 6 de febrer de 2008    | Socorro              | LINEAR            |
| 320665 | 2008 CM176             | 7 de febrer de 2008    | Socorro              | LINEAR            |
| 320666 | 2008 CB178             | 6 de febrer de 2008    | Catalina             | CSS               |
| 320667 | 2008 CE179             | 6 de febrer de 2008    | Catalina             | CSS               |
| 320668 | 2008 CS179             | 7 de febrer de 2008    | Catalina             | CSS               |
| 320669 | 2008 CZ179             | 8 de febrer de 2008    | Catalina             | CSS               |
| 320670 | 2008 CU183             | 13 de febrer de 2008   | Catalina             | CSS               |
| 320671 | 2008 CH188             | 6 de febrer de 2008    | Catalina             | CSS               |
| 320672 | 2008 CK188             | 10 de novembre de 1999 | Kitt Peak            | Spacewatch        |
| 320673 | 2008 CP193             | 7 de febrer de 2008    | Mount Lemmon         | Mt. Lemmon Survey |
| 320674 | 2008 CX193             | 8 de febrer de 2008    | Mount Lemmon         | Mt. Lemmon Survey |
| 320675 | 2008 CB194             | 9 de febrer de 2008    | Mount Lemmon         | Mt. Lemmon Survey |
| 320676 | 2008 CL194             | 11 de febrer de 2008   | Mount Lemmon         | Mt. Lemmon Survey |
| 320677 | 2008 CR197             | 9 de febrer de 2008    | Kitt Peak            | Spacewatch        |
| 320678 | 2008 CO201             | 2 de febrer de 2008    | Kitt Peak            | Spacewatch        |
| 320679 | 2008 CB205             | 2 de febrer de 2008    | Mount Lemmon         | Mt. Lemmon Survey |
| 320680 | 2008 CP205             | 17 d'octubre de 2006   | Catalina             | CSS               |
| 320681 | 2008 CO209             | 3 de febrer de 2008    | Catalina             | CSS               |
| 320682 | 2008 CH210             | 2 de febrer de 2008    | Kitt Peak            | Spacewatch        |
| 320683 | 2008 CE211             | 3 de febrer de 2008    | Catalina             | CSS               |
| 320684 | 2008 CG211             | 3 de febrer de 2008    | Kitt Peak            | Spacewatch        |
| 320685 | 2008 CR211             | 6 de febrer de 2008    | Socorro              | LINEAR            |
| 320686 | 2008 CR213             | 10 de febrer de 2008   | Kitt Peak            | Spacewatch        |
| 320687 | 2008 CK214             | 11 de febrer de 2008   | Mount Lemmon         | Mt. Lemmon Survey |
| 320688 | 2008 CR214             | 12 de febrer de 2008   | Mount Lemmon         | Mt. Lemmon Survey |
| 320689 | 2008 CS214             | 12 de febrer de 2008   | Mount Lemmon         | Mt. Lemmon Survey |
| 320690 | 2008 CK215             | 13 de febrer de 2008   | Socorro              | LINEAR            |
| 320691 | 2008 CL215             | 13 de febrer de 2008   | Socorro              | LINEAR            |
| 320692 | 2008 DS                | 24 de febrer de 2008   | Junk Bond            | D. Healy          |
| 320693 | 2008 DQ1               | 24 de febrer de 2008   | Mount Lemmon         | Mt. Lemmon Survey |
| 320694 | 2008 DF3               | 24 de febrer de 2008   | Mount Lemmon         | Mt. Lemmon Survey |
| 320695 | 2008 DY11              | 26 de febrer de 2008   | Kitt Peak            | Spacewatch        |
| 320696 | 2008 DX13              | 26 de febrer de 2008   | Mount Lemmon         | Mt. Lemmon Survey |
| 320697 | 2008 DQ14              | 26 de febrer de 2008   | Mount Lemmon         | Mt. Lemmon Survey |
| 320698 | 2008 DZ17              | 26 de febrer de 2008   | Mount Lemmon         | Mt. Lemmon Survey |
| 320699 | 2008 DT26              | 28 de febrer de 2008   | Mount Lemmon         | Mt. Lemmon Survey |
| 320700 | 2008 DD27              | 29 de febrer de 2008   | Catalina             | Mt. Lemmon Survey |

## 320701-320800
| Nom            | Designació provisional | Data de descobriment   | Lloc de descobriment | Descobridor/s            |
| -------------- | ---------------------- | ---------------------- | -------------------- | ------------------------ |
| 320701         | 2008 DU29              | 11 de febrer de 2008   | Kitt Peak            | Spacewatch               |
| 320702         | 2008 DW32              | 27 de febrer de 2008   | Kitt Peak            | Spacewatch               |
| 320703         | 2008 DO35              | 27 de febrer de 2008   | Kitt Peak            | Spacewatch               |
| 320704         | 2008 DH36              | 27 de febrer de 2008   | Mount Lemmon         | Mt. Lemmon Survey        |
| 320705         | 2008 DZ37              | 27 de febrer de 2008   | Mount Lemmon         | Mt. Lemmon Survey        |
| 320706         | 2008 DT38              | 27 de febrer de 2008   | Kitt Peak            | Spacewatch               |
| 320707         | 2008 DG39              | 27 de febrer de 2008   | Mount Lemmon         | Mt. Lemmon Survey        |
| 320708         | 2008 DG43              | 28 de febrer de 2008   | Catalina             | CSS                      |
| 320709         | 2008 DD44              | 28 de febrer de 2008   | Kitt Peak            | Spacewatch               |
| 320710         | 2008 DR46              | 28 de febrer de 2008   | Kitt Peak            | Spacewatch               |
| 320711         | 2008 DP48              | 10 de gener de 2008    | Mount Lemmon         | Mt. Lemmon Survey        |
| 320712         | 2008 DP50              | 29 de febrer de 2008   | Kitt Peak            | Spacewatch               |
| 320713         | 2008 DR56              | 28 de febrer de 2008   | Mount Lemmon         | Mt. Lemmon Survey        |
| 320714         | 2008 DO59              | 27 de febrer de 2008   | Mount Lemmon         | Mt. Lemmon Survey        |
| 320715         | 2008 DC62              | 28 de febrer de 2008   | Kitt Peak            | Spacewatch               |
| 320716         | 2008 DS62              | 28 de febrer de 2008   | Mount Lemmon         | Mt. Lemmon Survey        |
| 320717         | 2008 DY65              | 28 de febrer de 2008   | Mount Lemmon         | Mt. Lemmon Survey        |
| 320718         | 2008 DE68              | 24 de desembre de 2006 | Kitt Peak            | Spacewatch               |
| 320719         | 2008 DT68              | 29 de febrer de 2008   | Kitt Peak            | Spacewatch               |
| 320720         | 2008 DN74              | 28 de febrer de 2008   | Mount Lemmon         | Mt. Lemmon Survey        |
| 320721         | 2008 DE81              | 27 de febrer de 2008   | Kitt Peak            | Spacewatch               |
| 320722         | 2008 DD82              | 28 de febrer de 2008   | Kitt Peak            | Spacewatch               |
| 320723         | 2008 DM83              | 29 de febrer de 2008   | Purple Mountain      | PMO NEO Survey Program   |
| 320724         | 2008 DZ83              | 29 de febrer de 2008   | Mount Lemmon         | Mt. Lemmon Survey        |
| 320725         | 2008 DU88              | 27 de febrer de 2008   | Mount Lemmon         | Mt. Lemmon Survey        |
| 320726         | 2008 DV88              | 27 de febrer de 2008   | Mount Lemmon         | Mt. Lemmon Survey        |
| 320727         | 2008 EH2               | 1 de març de 2008      | Kitt Peak            | Spacewatch               |
| 320728         | 2008 EW3               | 8 de gener de 2002     | Socorro              | LINEAR                   |
| 320729         | 2008 ER10              | 1 de març de 2008      | Kitt Peak            | Spacewatch               |
| 320730         | 2008 EO11              | 1 de març de 2008      | Kitt Peak            | Spacewatch               |
| 320731         | 2008 EK15              | 1 de març de 2008      | Kitt Peak            | Spacewatch               |
| 320732         | 2008 EO15              | 1 de març de 2008      | Kitt Peak            | Spacewatch               |
| 320733         | 2008 ER21              | 2 de març de 2008      | Kitt Peak            | Spacewatch               |
| 320734         | 2008 EB22              | 2 de març de 2008      | Kitt Peak            | Spacewatch               |
| 320735         | 2008 EP29              | 4 de març de 2008      | Mount Lemmon         | Mt. Lemmon Survey        |
| 320736         | 2008 EX31              | 5 de març de 2008      | Mount Lemmon         | Mt. Lemmon Survey        |
| 320737         | 2008 EL36              | 3 de març de 2008      | Kitt Peak            | Spacewatch               |
| 320738         | 2008 EN36              | 3 de març de 2008      | Kitt Peak            | Spacewatch               |
| 320739         | 2008 EA37              | 4 de març de 2008      | Kitt Peak            | Spacewatch               |
| 320740         | 2008 EC40              | 4 de març de 2008      | Kitt Peak            | Spacewatch               |
| 320741         | 2008 ED41              | 4 de març de 2008      | Kitt Peak            | Spacewatch               |
| 320742         | 2008 EX41              | 4 de març de 2008      | Kitt Peak            | Spacewatch               |
| 320743         | 2008 EY44              | 5 de març de 2008      | Kitt Peak            | Spacewatch               |
| 320744         | 2008 EN47              | 5 de març de 2008      | Mount Lemmon         | Mt. Lemmon Survey        |
| 320745         | 2008 EF48              | 5 de març de 2008      | Kitt Peak            | Spacewatch               |
| 320746         | 2008 EN51              | 6 de març de 2008      | Kitt Peak            | Spacewatch               |
| 320747         | 2008 EQ52              | 6 de març de 2008      | Kitt Peak            | Spacewatch               |
| 320748         | 2008 EB54              | 6 de març de 2008      | Mount Lemmon         | Mt. Lemmon Survey        |
| 320749         | 2008 EY54              | 6 de març de 2008      | Kitt Peak            | Spacewatch               |
| 320750         | 2008 EL59              | 8 de març de 2008      | Mount Lemmon         | Mt. Lemmon Survey        |
| 320751         | 2008 EG60              | 8 de març de 2008      | Catalina             | CSS                      |
| 320752         | 2008 ED63              | 9 de març de 2008      | Mount Lemmon         | Mt. Lemmon Survey        |
| 320753         | 2008 EK65              | 9 de març de 2008      | Mount Lemmon         | Mt. Lemmon Survey        |
| 320754         | 2008 EN66              | 9 de març de 2008      | Mount Lemmon         | Mt. Lemmon Survey        |
| 320755         | 2008 EH67              | 9 de març de 2008      | Mount Lemmon         | Mt. Lemmon Survey        |
| 320756         | 2008 EZ68              | 11 de març de 2008     | Mount Lemmon         | Mt. Lemmon Survey        |
| 320757         | 2008 EQ69              | 8 de març de 2008      | Mount Lemmon         | Mt. Lemmon Survey        |
| 320758         | 2008 EW74              | 7 de març de 2008      | Kitt Peak            | Spacewatch               |
| 320759         | 2008 EC75              | 7 de març de 2008      | Kitt Peak            | Spacewatch               |
| 320760         | 2008 EO75              | 7 de març de 2008      | Kitt Peak            | Spacewatch               |
| 320761         | 2008 EB76              | 7 de març de 2008      | Kitt Peak            | Spacewatch               |
| 320762         | 2008 EV81              | 4 de març de 2008      | Socorro              | LINEAR                   |
| 320763         | 2008 EM82              | 8 de març de 2008      | Socorro              | LINEAR                   |
| 320764         | 2008 EA86              | 7 de març de 2008      | Catalina             | CSS                      |
| 320765         | 2008 EW86              | 7 de març de 2008      | Kitt Peak            | Spacewatch               |
| 320766         | 2008 EL92              | 3 de març de 2008      | Catalina             | CSS                      |
| 320767         | 2008 EP92              | 3 de març de 2008      | Catalina             | CSS                      |
| 320768         | 2008 EE95              | 5 de març de 2008      | Mount Lemmon         | Mt. Lemmon Survey        |
| 320769         | 2008 EJ96              | 6 de març de 2008      | Mount Lemmon         | Mt. Lemmon Survey        |
| 320770         | 2008 EY96              | 7 de març de 2008      | Mount Lemmon         | Mt. Lemmon Survey        |
| 320771         | 2008 EL107             | 6 de març de 2008      | Mount Lemmon         | Mt. Lemmon Survey        |
| 320772         | 2008 EG114             | 8 de març de 2008      | Kitt Peak            | Spacewatch               |
| 320773         | 2008 EE118             | 9 de març de 2008      | Mount Lemmon         | Mt. Lemmon Survey        |
| 320774         | 2008 EH118             | 6 de juliol de 2005    | Kitt Peak            | Spacewatch               |
| 320775         | 2008 EN120             | 9 de març de 2008      | Kitt Peak            | Spacewatch               |
| 320776         | 2008 EY120             | 9 de març de 2008      | Kitt Peak            | Spacewatch               |
| 320777         | 2008 EZ120             | 9 de març de 2008      | Kitt Peak            | Spacewatch               |
| 320778         | 2008 EQ121             | 9 de març de 2008      | Kitt Peak            | Spacewatch               |
| 320779         | 2008 ES122             | 29 de febrer de 2008   | Kitt Peak            | Spacewatch               |
| 320780         | 2008 EQ128             | 11 de març de 2008     | Kitt Peak            | Spacewatch               |
| 320781         | 2008 EM130             | 11 de març de 2008     | Kitt Peak            | Spacewatch               |
| 320782         | 2008 EX130             | 11 de març de 2008     | Kitt Peak            | Spacewatch               |
| 320783         | 2008 EJ134             | 11 de març de 2008     | Kitt Peak            | Spacewatch               |
| 320784         | 2008 EL137             | 11 de març de 2008     | Kitt Peak            | Spacewatch               |
| 320785         | 2008 ED140             | 12 de març de 2008     | Kitt Peak            | Spacewatch               |
| 320786         | 2008 EF140             | 12 de març de 2008     | Kitt Peak            | Spacewatch               |
| 320787         | 2008 EH140             | 12 de març de 2008     | Kitt Peak            | Spacewatch               |
| 320788         | 2008 EX140             | 12 de març de 2008     | Kitt Peak            | Spacewatch               |
| 320789         | 2008 EN141             | 12 de març de 2008     | Kitt Peak            | Spacewatch               |
| 320790 Anestin | 2008 EN145             | 12 de març de 2008     | La Silla             | O. Vaduvescu, R. Toma    |
| 320791         | 2008 ER146             | 5 de març de 2008      | Mount Lemmon         | Mt. Lemmon Survey        |
| 320792         | 2008 EL148             | 2 de març de 2008      | Kitt Peak            | Spacewatch               |
| 320793         | 2008 EZ148             | 2 de març de 2008      | Mount Lemmon         | Mt. Lemmon Survey        |
| 320794         | 2008 EH152             | 10 de març de 2008     | Kitt Peak            | Spacewatch               |
| 320795         | 2008 EL153             | 12 de març de 2008     | La Silla             | La Silla                 |
| 320796         | 2008 EU153             | 13 de març de 2008     | Catalina             | CSS                      |
| 320797         | 2008 EX153             | 13 de març de 2008     | Kitt Peak            | Spacewatch               |
| 320798         | 2008 EO158             | 3 d'octubre de 2005    | Catalina             | CSS                      |
| 320799         | 2008 EC159             | 15 de març de 2008     | Mount Lemmon         | Mt. Lemmon Survey        |
| 320800         | 2008 EZ160             | 12 de novembre de 2001 | Apache Point         | Sloan Digital Sky Survey |

## 320801-320900
| Nom    | Designació provisional | Data de descobriment   | Lloc de descobriment | Descobridor/s     |
| ------ | ---------------------- | ---------------------- | -------------------- | ----------------- |
| 320801 | 2008 EF161             | 8 de març de 2008      | Kitt Peak            | Spacewatch        |
| 320802 | 2008 EC162             | 11 de març de 2008     | Kitt Peak            | Spacewatch        |
| 320803 | 2008 EK162             | 11 de setembre de 2005 | Kitt Peak            | Spacewatch        |
| 320804 | 2008 EW163             | 10 de març de 2008     | Socorro              | LINEAR            |
| 320805 | 2008 EZ165             | 4 de març de 2008      | Mount Lemmon         | Mt. Lemmon Survey |
| 320806 | 2008 EB166             | 4 de març de 2008      | Mount Lemmon         | Mt. Lemmon Survey |
| 320807 | 2008 EH166             | 5 de març de 2008      | Mount Lemmon         | Mt. Lemmon Survey |
| 320808 | 2008 EK166             | 6 de març de 2008      | Kitt Peak            | Spacewatch        |
| 320809 | 2008 EK167             | 8 de març de 2008      | Socorro              | LINEAR            |
| 320810 | 2008 FM5               | 27 de març de 2008     | Great Shefford       | P. Birtwhistle    |
| 320811 | 2008 FO9               | 26 de març de 2008     | Kitt Peak            | Spacewatch        |
| 320812 | 2008 FC11              | 26 de març de 2008     | Kitt Peak            | Spacewatch        |
| 320813 | 2008 FW12              | 26 de març de 2008     | Mount Lemmon         | Mt. Lemmon Survey |
| 320814 | 2008 FU13              | 26 de març de 2008     | Mount Lemmon         | Mt. Lemmon Survey |
| 320815 | 2008 FZ13              | 26 de març de 2008     | Mount Lemmon         | Mt. Lemmon Survey |
| 320816 | 2008 FZ14              | 26 de març de 2008     | Kitt Peak            | Spacewatch        |
| 320817 | 2008 FD23              | 27 de març de 2008     | Kitt Peak            | Spacewatch        |
| 320818 | 2008 FE24              | 27 de març de 2008     | Kitt Peak            | Spacewatch        |
| 320819 | 2008 FM24              | 5 de març de 2008      | Mount Lemmon         | Mt. Lemmon Survey |
| 320820 | 2008 FO25              | 27 de març de 2008     | Kitt Peak            | Spacewatch        |
| 320821 | 2008 FO26              | 27 de març de 2008     | Kitt Peak            | Spacewatch        |
| 320822 | 2008 FH27              | 27 de març de 2008     | Kitt Peak            | Spacewatch        |
| 320823 | 2008 FA29              | 28 de març de 2008     | Kitt Peak            | Spacewatch        |
| 320824 | 2008 FO31              | 28 de març de 2008     | Mount Lemmon         | Mt. Lemmon Survey |
| 320825 | 2008 FX37              | 28 de març de 2008     | Kitt Peak            | Spacewatch        |
| 320826 | 2008 FB38              | 28 de març de 2008     | Kitt Peak            | Spacewatch        |
| 320827 | 2008 FU39              | 28 de març de 2008     | Kitt Peak            | Spacewatch        |
| 320828 | 2008 FY40              | 28 de març de 2008     | Kitt Peak            | Spacewatch        |
| 320829 | 2008 FY43              | 28 de març de 2008     | Mount Lemmon         | Mt. Lemmon Survey |
| 320830 | 2008 FC44              | 28 de març de 2008     | Mount Lemmon         | Mt. Lemmon Survey |
| 320831 | 2008 FN49              | 28 de març de 2008     | Mount Lemmon         | Mt. Lemmon Survey |
| 320832 | 2008 FR52              | 28 de març de 2008     | Mount Lemmon         | Mt. Lemmon Survey |
| 320833 | 2008 FO57              | 28 de març de 2008     | Mount Lemmon         | Mt. Lemmon Survey |
| 320834 | 2008 FM58              | 28 de març de 2008     | Mount Lemmon         | Mt. Lemmon Survey |
| 320835 | 2008 FJ60              | 29 de març de 2008     | Catalina             | CSS               |
| 320836 | 2008 FE61              | 30 de març de 2008     | Kitt Peak            | Spacewatch        |
| 320837 | 2008 FF62              | 27 de març de 2008     | Kitt Peak            | Spacewatch        |
| 320838 | 2008 FZ62              | 27 de març de 2008     | Kitt Peak            | Spacewatch        |
| 320839 | 2008 FM66              | 28 de març de 2008     | Kitt Peak            | Spacewatch        |
| 320840 | 2008 FQ68              | 28 de març de 2008     | Mount Lemmon         | Mt. Lemmon Survey |
| 320841 | 2008 FU68              | 28 de març de 2008     | Mount Lemmon         | Mt. Lemmon Survey |
| 320842 | 2008 FA72              | 30 de març de 2008     | Kitt Peak            | Spacewatch        |
| 320843 | 2008 FY76              | 27 de març de 2008     | Mount Lemmon         | Mt. Lemmon Survey |
| 320844 | 2008 FT78              | 27 de març de 2008     | Mount Lemmon         | Mt. Lemmon Survey |
| 320845 | 2008 FF80              | 27 de març de 2008     | Mount Lemmon         | Mt. Lemmon Survey |
| 320846 | 2008 FE85              | 28 de març de 2008     | Mount Lemmon         | Mt. Lemmon Survey |
| 320847 | 2008 FJ95              | 29 de març de 2008     | Kitt Peak            | Spacewatch        |
| 320848 | 2008 FU95              | 29 de març de 2008     | Mount Lemmon         | Mt. Lemmon Survey |
| 320849 | 2008 FO100             | 30 de març de 2008     | Kitt Peak            | Spacewatch        |
| 320850 | 2008 FP101             | 30 de març de 2008     | Catalina             | CSS               |
| 320851 | 2008 FG104             | 30 de març de 2008     | Kitt Peak            | Spacewatch        |
| 320852 | 2008 FJ104             | 30 de març de 2008     | Kitt Peak            | Spacewatch        |
| 320853 | 2008 FW104             | 30 de març de 2008     | Kitt Peak            | Spacewatch        |
| 320854 | 2008 FR108             | 31 de març de 2008     | Mount Lemmon         | Mt. Lemmon Survey |
| 320855 | 2008 FQ111             | 31 de març de 2008     | Kitt Peak            | Spacewatch        |
| 320856 | 2008 FX114             | 31 de març de 2008     | Mount Lemmon         | Mt. Lemmon Survey |
| 320857 | 2008 FW115             | 31 de març de 2008     | Mount Lemmon         | Mt. Lemmon Survey |
| 320858 | 2008 FE116             | 31 de març de 2008     | Mount Lemmon         | Mt. Lemmon Survey |
| 320859 | 2008 FA117             | 31 de març de 2008     | Kitt Peak            | Spacewatch        |
| 320860 | 2008 FZ122             | 28 de març de 2008     | Mount Lemmon         | Mt. Lemmon Survey |
| 320861 | 2008 FR125             | 31 de març de 2008     | Mount Lemmon         | Mt. Lemmon Survey |
| 320862 | 2008 FF126             | 26 de març de 2008     | Kitt Peak            | Spacewatch        |
| 320863 | 2008 FQ126             | 29 de març de 2008     | Catalina             | CSS               |
| 320864 | 2008 FA130             | 29 de març de 2008     | Kitt Peak            | Spacewatch        |
| 320865 | 2008 FZ136             | 29 de març de 2008     | Kitt Peak            | Spacewatch        |
| 320866 | 2008 FC137             | 29 de març de 2008     | Kitt Peak            | Spacewatch        |
| 320867 | 2008 FW137             | 31 de març de 2008     | Catalina             | CSS               |
| 320868 | 2008 GL1               | 3 d'abril de 2008      | La Sagra             | La Sagra          |
| 320869 | 2008 GO2               | 5 d'abril de 2008      | Eskridge             | G. Hug            |
| 320870 | 2008 GC4               | 4 d'abril de 2008      | Grove Creek          | F. Tozzi          |
| 320871 | 2008 GD4               | 4 d'abril de 2008      | Grove Creek          | F. Tozzi          |
| 320872 | 2008 GP4               | 1 d'abril de 2008      | Kitt Peak            | Spacewatch        |
| 320873 | 2008 GM10              | 30 d'agost de 2005     | Kitt Peak            | Spacewatch        |
| 320874 | 2008 GA13              | 3 d'abril de 2008      | Kitt Peak            | Spacewatch        |
| 320875 | 2008 GC13              | 3 d'abril de 2008      | Kitt Peak            | Spacewatch        |
| 320876 | 2008 GO14              | 3 d'abril de 2008      | Kitt Peak            | Spacewatch        |
| 320877 | 2008 GG18              | 4 d'abril de 2008      | Mount Lemmon         | Mt. Lemmon Survey |
| 320878 | 2008 GH18              | 4 d'abril de 2008      | Mount Lemmon         | Mt. Lemmon Survey |
| 320879 | 2008 GQ21              | 12 d'abril de 2008     | Mayhill              | W. G. Dillon      |
| 320880 | 2008 GV21              | 11 d'abril de 2008     | Nogales              | J.-C. Merlin      |
| 320881 | 2008 GY23              | 1 d'abril de 2008      | Mount Lemmon         | Mt. Lemmon Survey |
| 320882 | 2008 GS24              | 4 de març de 2008      | Mount Lemmon         | Mt. Lemmon Survey |
| 320883 | 2008 GK27              | 3 d'abril de 2008      | Kitt Peak            | Spacewatch        |
| 320884 | 2008 GH32              | 3 d'abril de 2008      | Kitt Peak            | Spacewatch        |
| 320885 | 2008 GK40              | 27 de gener de 2004    | Kitt Peak            | Spacewatch        |
| 320886 | 2008 GM41              | 4 d'abril de 2008      | Kitt Peak            | Spacewatch        |
| 320887 | 2008 GT46              | 4 d'abril de 2008      | Kitt Peak            | Spacewatch        |
| 320888 | 2008 GW48              | 5 d'abril de 2008      | Kitt Peak            | Spacewatch        |
| 320889 | 2008 GL50              | 5 d'abril de 2008      | Mount Lemmon         | Mt. Lemmon Survey |
| 320890 | 2008 GW50              | 5 d'abril de 2008      | Mount Lemmon         | Mt. Lemmon Survey |
| 320891 | 2008 GU55              | 5 d'abril de 2008      | Mount Lemmon         | Mt. Lemmon Survey |
| 320892 | 2008 GP58              | 5 d'abril de 2008      | Mount Lemmon         | Mt. Lemmon Survey |
| 320893 | 2008 GP59              | 5 d'abril de 2008      | Kitt Peak            | Spacewatch        |
| 320894 | 2008 GL62              | 5 d'abril de 2008      | Catalina             | CSS               |
| 320895 | 2008 GU62              | 5 d'abril de 2008      | Catalina             | CSS               |
| 320896 | 2008 GJ66              | 6 d'abril de 2008      | Kitt Peak            | Spacewatch        |
| 320897 | 2008 GO66              | 6 d'abril de 2008      | Kitt Peak            | Spacewatch        |
| 320898 | 2008 GY68              | 6 d'abril de 2008      | Kitt Peak            | Spacewatch        |
| 320899 | 2008 GO70              | 6 d'abril de 2008      | Mount Lemmon         | Mt. Lemmon Survey |
| 320900 | 2008 GJ71              | 7 d'abril de 2008      | Mount Lemmon         | Mt. Lemmon Survey |

## 320901-321000
| Nom                   | Designació provisional | Data de descobriment   | Lloc de descobriment | Descobridor/s     |
| --------------------- | ---------------------- | ---------------------- | -------------------- | ----------------- |
| 320901                | 2008 GW74              | 7 d'abril de 2008      | Kitt Peak            | Spacewatch        |
| 320902                | 2008 GF75              | 7 d'abril de 2008      | Kitt Peak            | Spacewatch        |
| 320903                | 2008 GQ76              | 7 d'abril de 2008      | Kitt Peak            | Spacewatch        |
| 320904                | 2008 GF81              | 7 d'abril de 2008      | Kitt Peak            | Spacewatch        |
| 320905                | 2008 GJ81              | 7 d'abril de 2008      | Kitt Peak            | Spacewatch        |
| 320906                | 2008 GX82              | 8 d'abril de 2008      | Kitt Peak            | Spacewatch        |
| 320907                | 2008 GA83              | 8 d'abril de 2008      | Kitt Peak            | Spacewatch        |
| 320908                | 2008 GG83              | 8 d'abril de 2008      | Kitt Peak            | Spacewatch        |
| 320909                | 2008 GW85              | 9 d'abril de 2008      | Kitt Peak            | Spacewatch        |
| 320910                | 2008 GM86              | 9 d'abril de 2008      | Kitt Peak            | Spacewatch        |
| 320911                | 2008 GT88              | 6 d'abril de 2008      | Kitt Peak            | Spacewatch        |
| 320912                | 2008 GR92              | 6 d'abril de 2008      | Mount Lemmon         | Mt. Lemmon Survey |
| 320913                | 2008 GK94              | 7 d'abril de 2008      | Kitt Peak            | Spacewatch        |
| 320914                | 2008 GZ95              | 8 d'abril de 2008      | Kitt Peak            | Spacewatch        |
| 320915                | 2008 GN98              | 8 d'abril de 2008      | Kitt Peak            | Spacewatch        |
| 320916                | 2008 GS98              | 8 d'abril de 2008      | Kitt Peak            | Spacewatch        |
| 320917                | 2008 GZ99              | 9 d'abril de 2008      | Kitt Peak            | Spacewatch        |
| 320918                | 2008 GO101             | 10 de febrer de 2008   | Mount Lemmon         | Mt. Lemmon Survey |
| 320919                | 2008 GT102             | 10 d'abril de 2008     | Kitt Peak            | Spacewatch        |
| 320920                | 2008 GA103             | 10 d'abril de 2008     | Kitt Peak            | Spacewatch        |
| 320921                | 2008 GC104             | 11 d'abril de 2008     | Kitt Peak            | Spacewatch        |
| 320922                | 2008 GA105             | 11 d'abril de 2008     | Kitt Peak            | Spacewatch        |
| 320923                | 2008 GO105             | 11 d'abril de 2008     | Catalina             | CSS               |
| 320924                | 2008 GM107             | 12 d'abril de 2008     | Mount Lemmon         | Mt. Lemmon Survey |
| 320925                | 2008 GR111             | 8 d'abril de 2008      | Socorro              | LINEAR            |
| 320926                | 2008 GG113             | 8 d'abril de 2008      | Mount Lemmon         | Mt. Lemmon Survey |
| 320927                | 2008 GK113             | 8 d'abril de 2008      | Mount Lemmon         | Mt. Lemmon Survey |
| 320928                | 2008 GX113             | 9 d'abril de 2008      | Kitt Peak            | Spacewatch        |
| 320929                | 2008 GT120             | 12 d'abril de 2008     | Catalina             | CSS               |
| 320930                | 2008 GZ120             | 12 d'abril de 2008     | Dauban               | F. Kugel          |
| 320931                | 2008 GP121             | 31 de març de 2008     | Kitt Peak            | Spacewatch        |
| 320932                | 2008 GQ122             | 13 d'abril de 2008     | Kitt Peak            | Spacewatch        |
| 320933                | 2008 GJ124             | 14 d'abril de 2008     | Mount Lemmon         | Mt. Lemmon Survey |
| 320934                | 2008 GS128             | 15 d'abril de 2008     | Catalina             | CSS               |
| 320935                | 2008 GD130             | 5 d'abril de 2008      | Catalina             | CSS               |
| 320936                | 2008 GW130             | 6 d'abril de 2008      | Kitt Peak            | Spacewatch        |
| 320937                | 2008 GH133             | 3 d'abril de 2008      | Kitt Peak            | Spacewatch        |
| 320938                | 2008 GT134             | 10 d'abril de 2008     | Kitt Peak            | Spacewatch        |
| 320939                | 2008 GF141             | 15 d'abril de 2008     | Mount Lemmon         | Mt. Lemmon Survey |
| 320940                | 2008 GW142             | 5 d'abril de 2008      | Catalina             | CSS               |
| 320941                | 2008 GC143             | 15 d'octubre de 2001   | Kitt Peak            | Spacewatch        |
| 320942 Jeanette-Jesse | 2008 GC145             | 5 d'abril de 2008      | Anderson Mesa        | L. H. Wasserman   |
| 320943                | 2008 GM145             | 6 d'abril de 2008      | Kitt Peak            | Spacewatch        |
| 320944                | 2008 HW                | 24 d'abril de 2008     | Mount Lemmon         | Mt. Lemmon Survey |
| 320945                | 2008 HG1               | 24 d'abril de 2008     | Kitt Peak            | Spacewatch        |
| 320946                | 2008 HL1               | 24 d'abril de 2008     | Kitt Peak            | Spacewatch        |
| 320947                | 2008 HN1               | 24 d'abril de 2008     | Kitt Peak            | Spacewatch        |
| 320948                | 2008 HK2               | 25 d'abril de 2008     | La Sagra             | La Sagra          |
| 320949                | 2008 HR4               | 26 d'abril de 2008     | Bergisch Gladbac     | W. Bickel         |
| 320950                | 2008 HZ4               | 24 d'abril de 2008     | Kitt Peak            | Spacewatch        |
| 320951                | 2008 HG8               | 24 d'abril de 2008     | Kitt Peak            | Spacewatch        |
| 320952                | 2008 HC11              | 24 d'abril de 2008     | Kitt Peak            | Spacewatch        |
| 320953                | 2008 HB12              | 24 d'abril de 2008     | Catalina             | CSS               |
| 320954                | 2008 HT14              | 25 d'abril de 2008     | Kitt Peak            | Spacewatch        |
| 320955                | 2008 HY15              | 25 d'abril de 2008     | Kitt Peak            | Spacewatch        |
| 320956                | 2008 HS17              | 26 d'abril de 2008     | Kitt Peak            | Spacewatch        |
| 320957                | 2008 HX17              | 26 d'abril de 2008     | Kitt Peak            | Spacewatch        |
| 320958                | 2008 HZ18              | 26 d'abril de 2008     | Mount Lemmon         | Mt. Lemmon Survey |
| 320959                | 2008 HP21              | 26 d'abril de 2008     | Kitt Peak            | Spacewatch        |
| 320960                | 2008 HN24              | 27 d'abril de 2008     | Kitt Peak            | Spacewatch        |
| 320961                | 2008 HL28              | 28 d'abril de 2008     | Kitt Peak            | Spacewatch        |
| 320962                | 2008 HC34              | 27 d'abril de 2008     | Kitt Peak            | Spacewatch        |
| 320963                | 2008 HH34              | 27 d'abril de 2008     | Kitt Peak            | Spacewatch        |
| 320964                | 2008 HT34              | 27 d'abril de 2008     | Mount Lemmon         | Mt. Lemmon Survey |
| 320965                | 2008 HU34              | 27 d'abril de 2008     | Mount Lemmon         | Mt. Lemmon Survey |
| 320966                | 2008 HH36              | 29 d'abril de 2008     | Kitt Peak            | Spacewatch        |
| 320967                | 2008 HS41              | 26 d'abril de 2008     | Mount Lemmon         | Mt. Lemmon Survey |
| 320968                | 2008 HW42              | 27 d'abril de 2008     | Mount Lemmon         | Mt. Lemmon Survey |
| 320969                | 2008 HW45              | 28 d'abril de 2008     | Kitt Peak            | Spacewatch        |
| 320970                | 2008 HC46              | 28 d'abril de 2008     | Kitt Peak            | Spacewatch        |
| 320971                | 2008 HJ47              | 28 d'abril de 2008     | Mount Lemmon         | Mt. Lemmon Survey |
| 320972                | 2008 HE61              | 14 d'abril de 2008     | Mount Lemmon         | Mt. Lemmon Survey |
| 320973                | 2008 JH3               | 2 de maig de 2008      | Kitt Peak            | Spacewatch        |
| 320974                | 2008 JF4               | 1 de maig de 2008      | Kitt Peak            | Spacewatch        |
| 320975                | 2008 JH4               | 1 de maig de 2008      | Kitt Peak            | Spacewatch        |
| 320976                | 2008 JR6               | 2 de maig de 2008      | Kitt Peak            | Spacewatch        |
| 320977                | 2008 JQ8               | 4 de maig de 2008      | Moletai              | Moletai           |
| 320978                | 2008 JU8               | 1 de maig de 2008      | Catalina             | CSS               |
| 320979                | 2008 JC9               | 2 de maig de 2008      | Kitt Peak            | Spacewatch        |
| 320980                | 2008 JU10              | 3 de maig de 2008      | Kitt Peak            | Spacewatch        |
| 320981                | 2008 JK12              | 3 de maig de 2008      | Kitt Peak            | Spacewatch        |
| 320982                | 2008 JP13              | 5 de maig de 2008      | Mount Lemmon         | Mt. Lemmon Survey |
| 320983                | 2008 JC20              | 7 de maig de 2008      | Skylive              | F. Tozzi          |
| 320984                | 2008 JW21              | 17 de desembre de 2007 | Mount Lemmon         | Mt. Lemmon Survey |
| 320985                | 2008 JH23              | 7 de maig de 2008      | Kitt Peak            | Spacewatch        |
| 320986                | 2008 JC24              | 8 de maig de 2008      | Vail-Jarnac          | Jarnac            |
| 320987                | 2008 JH24              | 29 d'octubre de 2005   | Catalina             | CSS               |
| 320988                | 2008 JT27              | 8 de maig de 2008      | Kitt Peak            | Spacewatch        |
| 320989                | 2008 JA31              | 15 de maig de 2008     | Mount Lemmon         | Mt. Lemmon Survey |
| 320990                | 2008 JZ39              | 3 de maig de 2008      | Kitt Peak            | Spacewatch        |
| 320991                | 2008 KE4               | 27 de maig de 2008     | Kitt Peak            | Spacewatch        |
| 320992                | 2008 KF4               | 27 de maig de 2008     | Kitt Peak            | Spacewatch        |
| 320993                | 2008 KN4               | 27 de maig de 2008     | Kitt Peak            | Spacewatch        |
| 320994                | 2008 KO5               | 28 de maig de 2008     | Kitt Peak            | Spacewatch        |
| 320995                | 2008 KN6               | 26 de maig de 2008     | Kitt Peak            | Spacewatch        |
| 320996                | 2008 KX6               | 26 de maig de 2008     | Kitt Peak            | Spacewatch        |
| 320997                | 2008 KX11              | 28 de maig de 2008     | Grove Creek          | F. Tozzi          |
| 320998                | 2008 KK12              | 26 de maig de 2008     | Kitt Peak            | Spacewatch        |
| 320999                | 2008 KA13              | 27 de maig de 2008     | Kitt Peak            | Spacewatch        |
| 321000                | 2008 KH13              | 27 de maig de 2008     | Kitt Peak            | Spacewatch        |